# Biserica fortificată din Beia

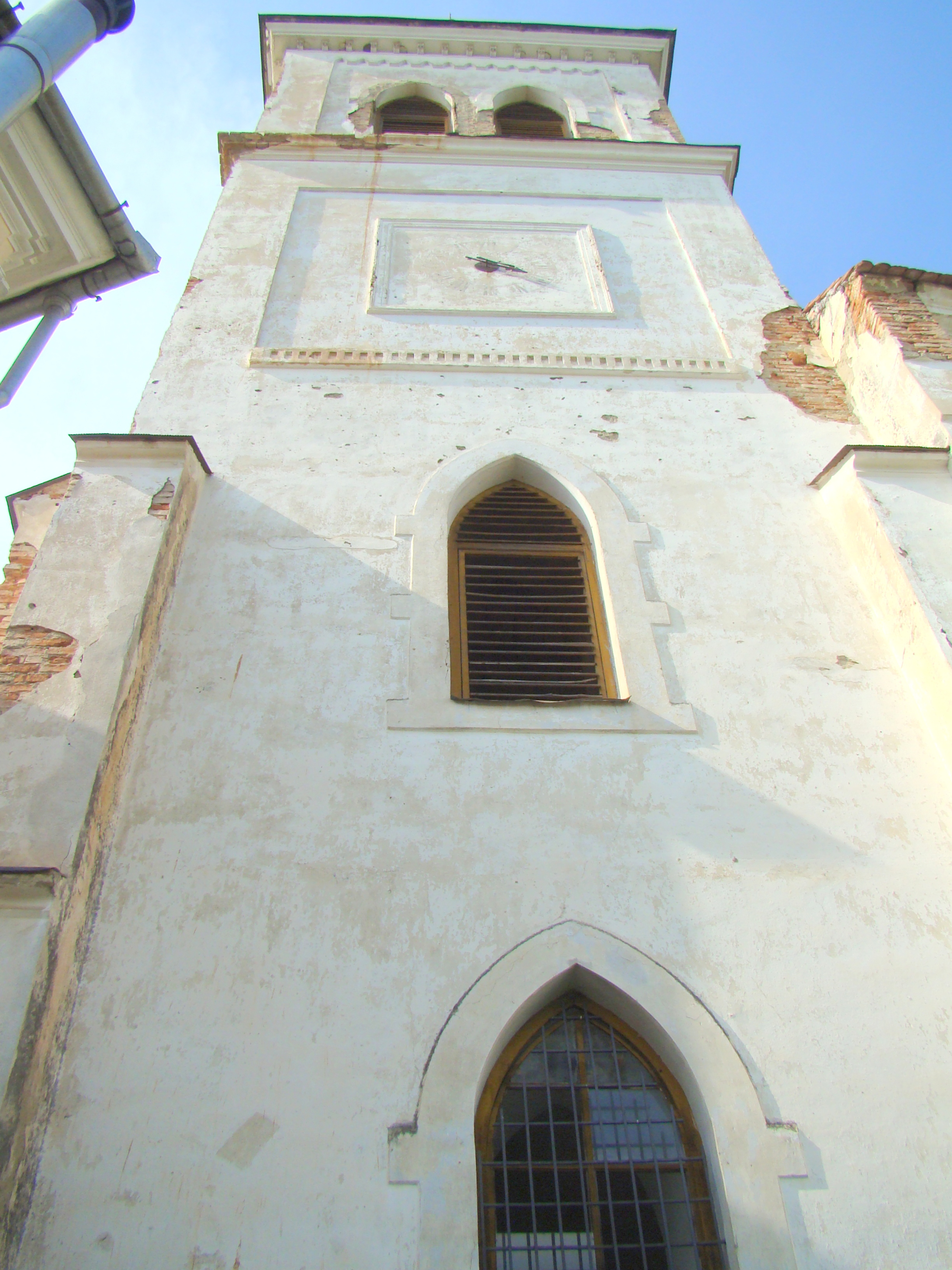
Turnul-clopotniță, construit în stil neogotic

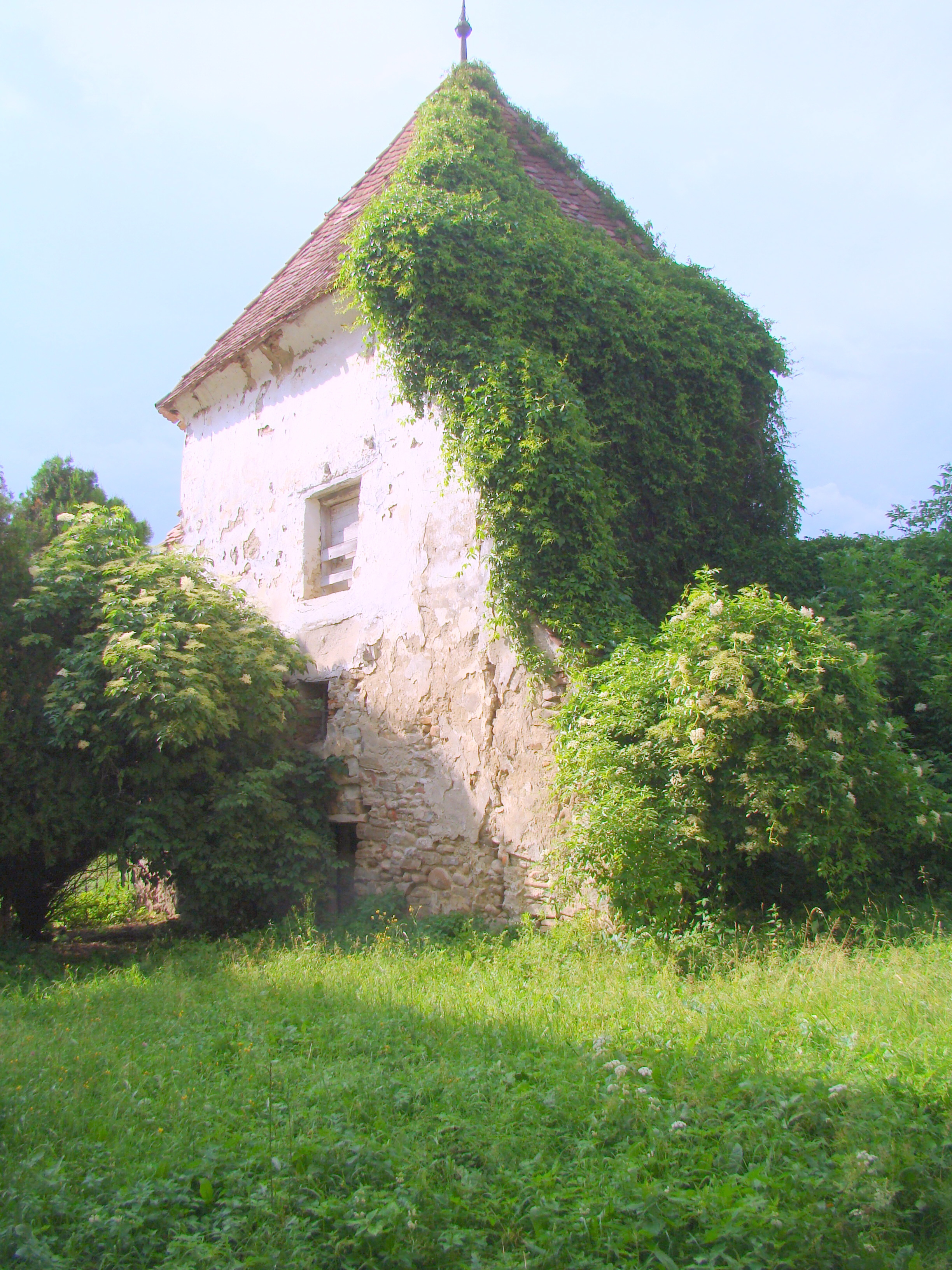
Turnul de sud-est

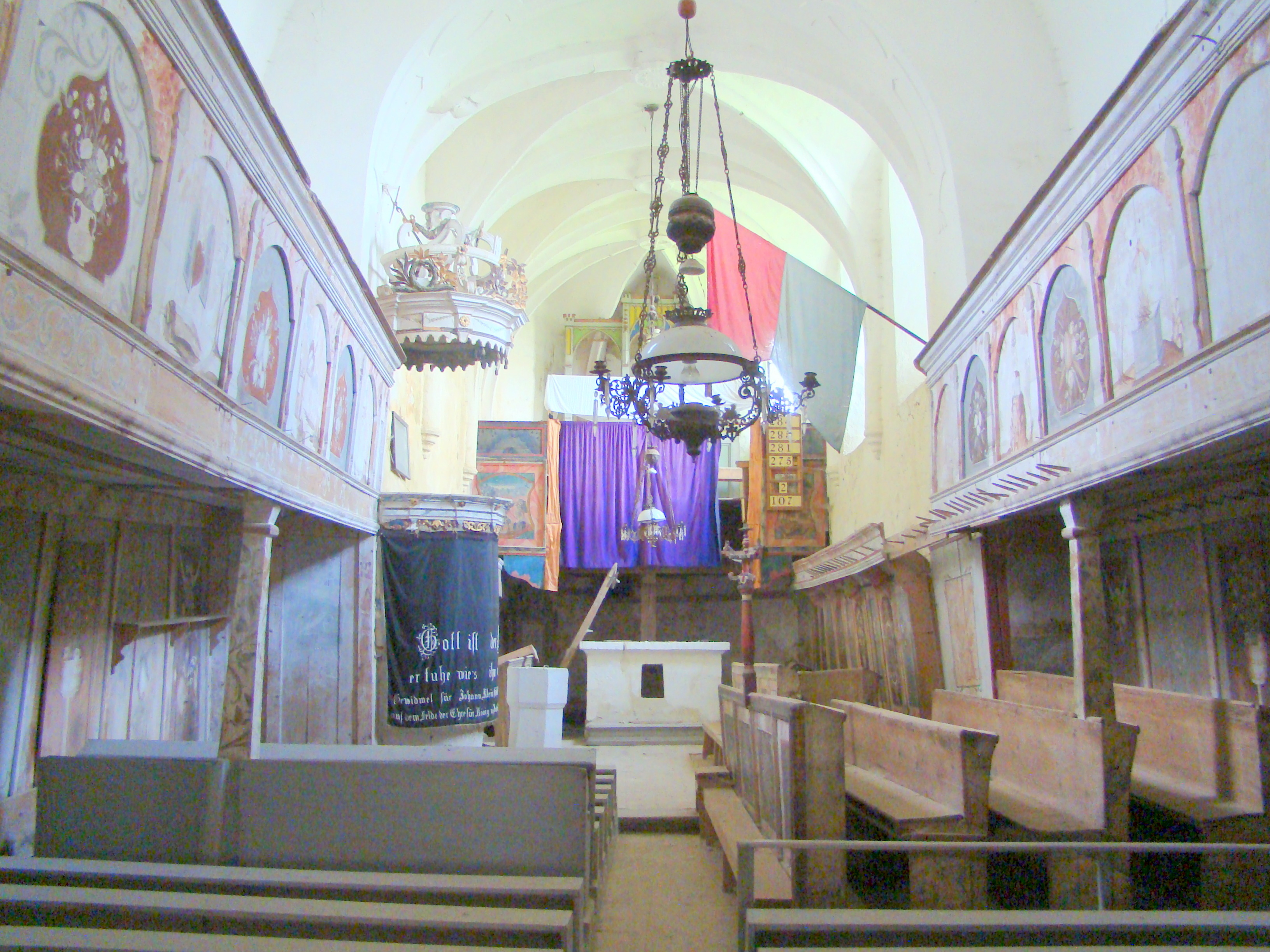
Interiorul bisericii dinspre vest

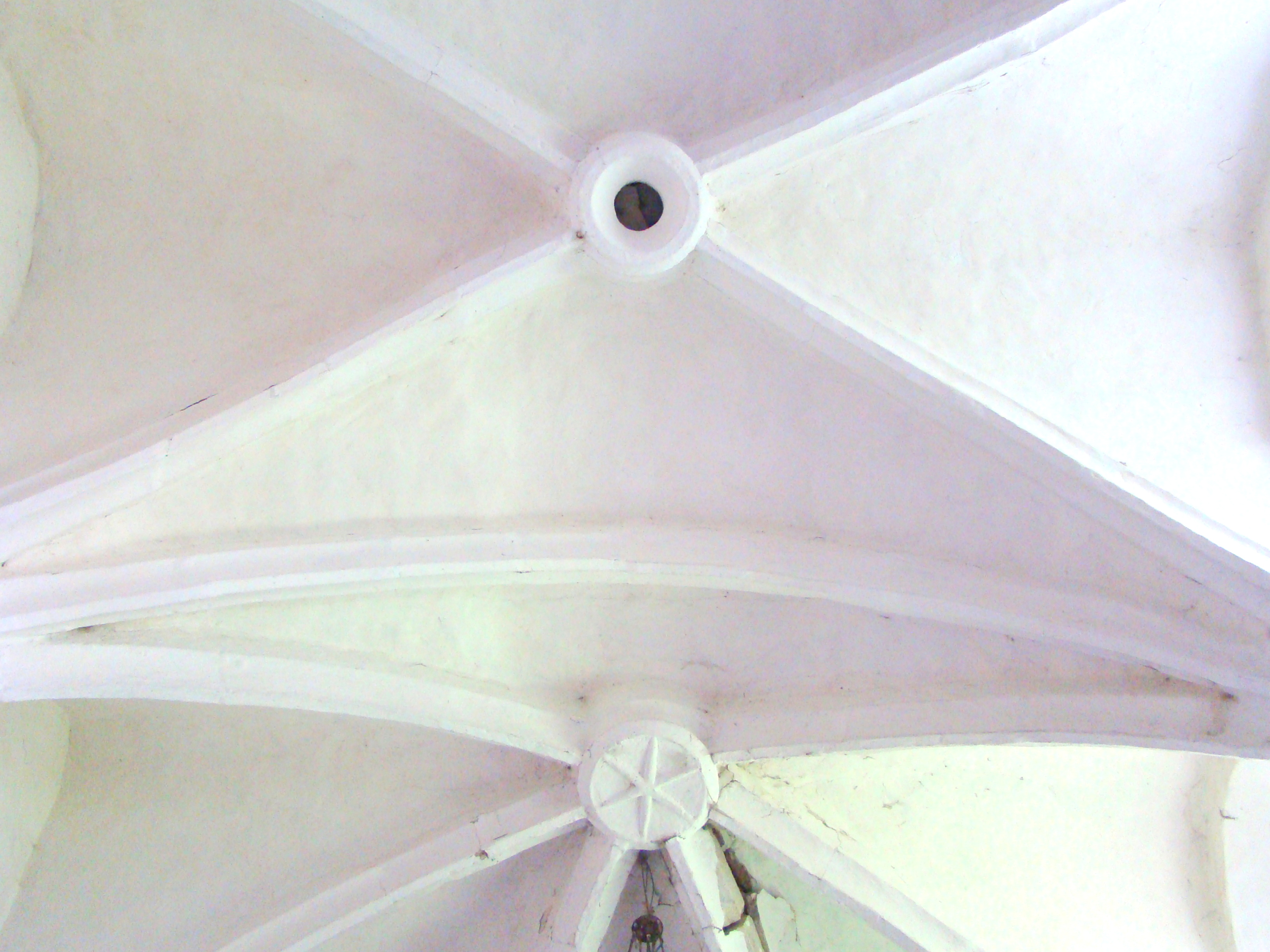
Chei de boltă

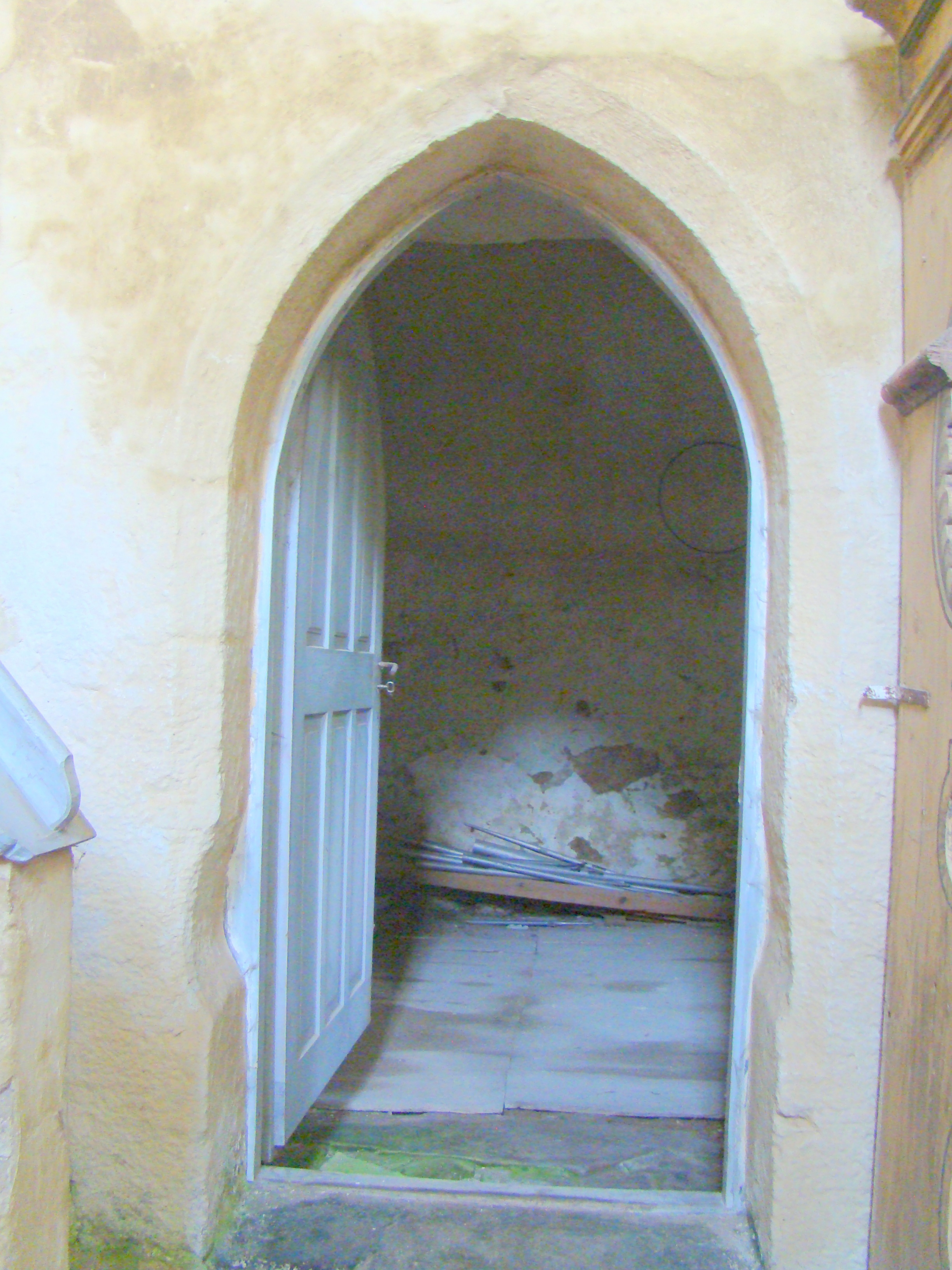
Portalul gotic în arc frânt de la intrarea în sacristie

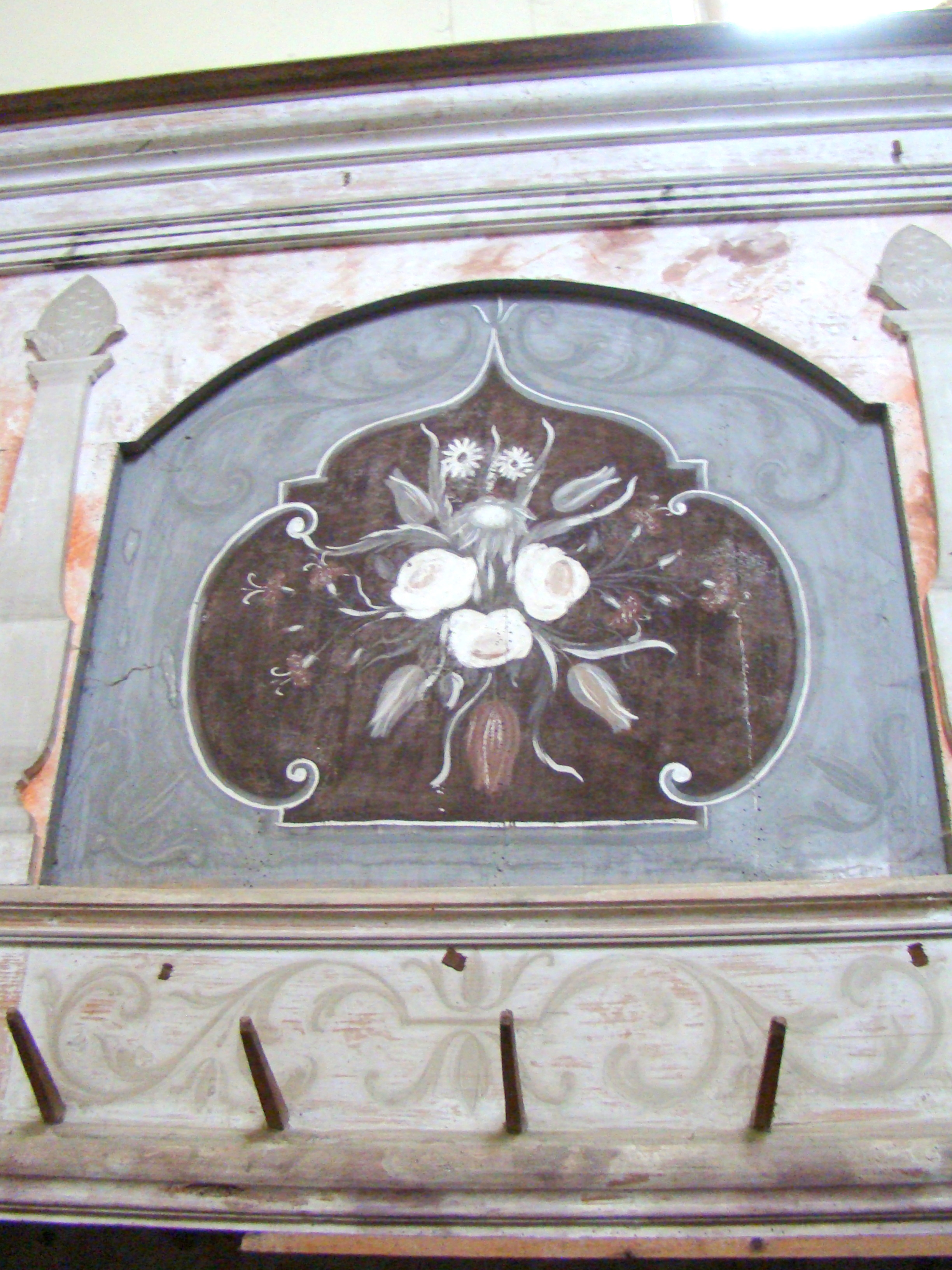
Casetă de lemn pictată la parapetul tribunei

Biserica evanghelică fortificată din Beia este un ansamblu de monumente istorice aflat pe teritoriul satului Beia, comuna Cața. În Repertoriul Arheologic Național, monumentul apare cu codul 40786.05.
Ansamblul este format din două monumente:
- Biserica evanghelică fortificată (cod LMI BV-II-m-A-11605.01)
- Fragmente ale incintei fortificate, cu turnul poligonal și cel sud-estic (cod LMI BV-II-m-A-11605.02)

## Localitatea
Beia (în dialectul săsesc Mebrich, Męburχ, Mebriχ, în germană Meeburg, Mehburg, Mähdorf, în maghiară Homoródbene, Szászbene, Szászbénye) este un sat în comuna Cața din județul Brașov, Transilvania, România. Prima mențiune documentară este din 1442.

## Biserica
Vechea biserică parohială medievală, dedicată Sfintei Ursula, a fost construită probabil în secolul al XIV-lea,  devenită biserică luterană până la finele veacului al XVI-lea. Componentele gotice conservate până în prezent (frumoasa boltă pe ogive din cor, cu chei de boltă și console decorate, o cristelniță de piatră, ferestre cu muluri având forme diferite, contraforturi, portaluri în arc frânt la intrarea în navă și în sacristie, împreună cu un coridor exterior, sprijinit pe arce coborâte la contraforturi, unde s-au amenajat guri verticale de tragere) arată că edificiul a cunoscut o reconstrucție de gotic târziu, la sfârșitul veacului al XV-lea sau primele decenii ale secolului următor.
Cutremurul din 1702 a dus la prăbușirea arcului de triumf, nava fiind refăcută cu o boltă semicilindrică cu penetrații; a urmat reconstrucția turnului-clopotniță (1824-1825) cu patru nivele, aflat la vest de ea, având trăsături neogotice.
Biserica a deținut un valoros altar poliptic, cu legenda Sf. Ursula și celor 11.000 de fecioare martire atribuit lui Johannes Stoss (1513, an macat la baza scrinului central). A primit un coronament neogotic. În scrinul central s-a montat un Isus Salvator Mundi, statuie din secolul XVIII. A fost integrat într-un ansamblu tipic luteran de altar, retablu și tribună de orgă (sfârșitul secolului XVIII). Cu acea ocazie probabil s-a înlăturat coronamentul. Altarul, restaurat, s-a aflat din anul 2005 în biserica evanghelică „din deal” din Sighișoara, ulterior fiind mutat la Casa Teutsch, muzeul Bisericii Evanghelice și al sașilor.

## Orga bisericii
Orga a fost realizată în 1912 de Karl Einschenk din Brașov. Era amplasată deasupra altarului. Orga este nefuncțională, biserica a fost în trecut spartă de mai multe ori, iar orga devastată.

## Fortificațiile
Biserica este înconjurată în mare parte de o curtină cu planimetrie hexagonală neregulată, dezvoltată pe axa bisericii, de la vest către est. Se bănuiește că inițial, fortificația a dispus de mai multe turnuri, situate aproximativ la extremele planului, dar acum sunt certe doar două, diametral opuse, la nord-vest și la sud-est. Primul a fost ridicat pe o planimetrie hexagonală, cu guri de tragere în forma unor găuri de cheie întoarsă, cioplite în blocuri de piatră. Cel de-al doilea, cu planimetrie pătrată, se remarcă mai ales datorită unei cornișe ieșite în rezalit, de tipul celei întâlnite cu precădere în secolul al XVII-lea. Dispariția unor părți din fortificație (turnul de sud-vest și parte din curtină) se datorează unei intervenții de la 1900, materialul rezultat din demolare fiind utilizat la ridicarea unei noi școli. La scurt timp, în 1909, s-a prăbușit și o parte a curtinei de est.

## Vezi și
- Beia, Brașov
- Biserici fortificate din Transilvania

## Imagini din exterior

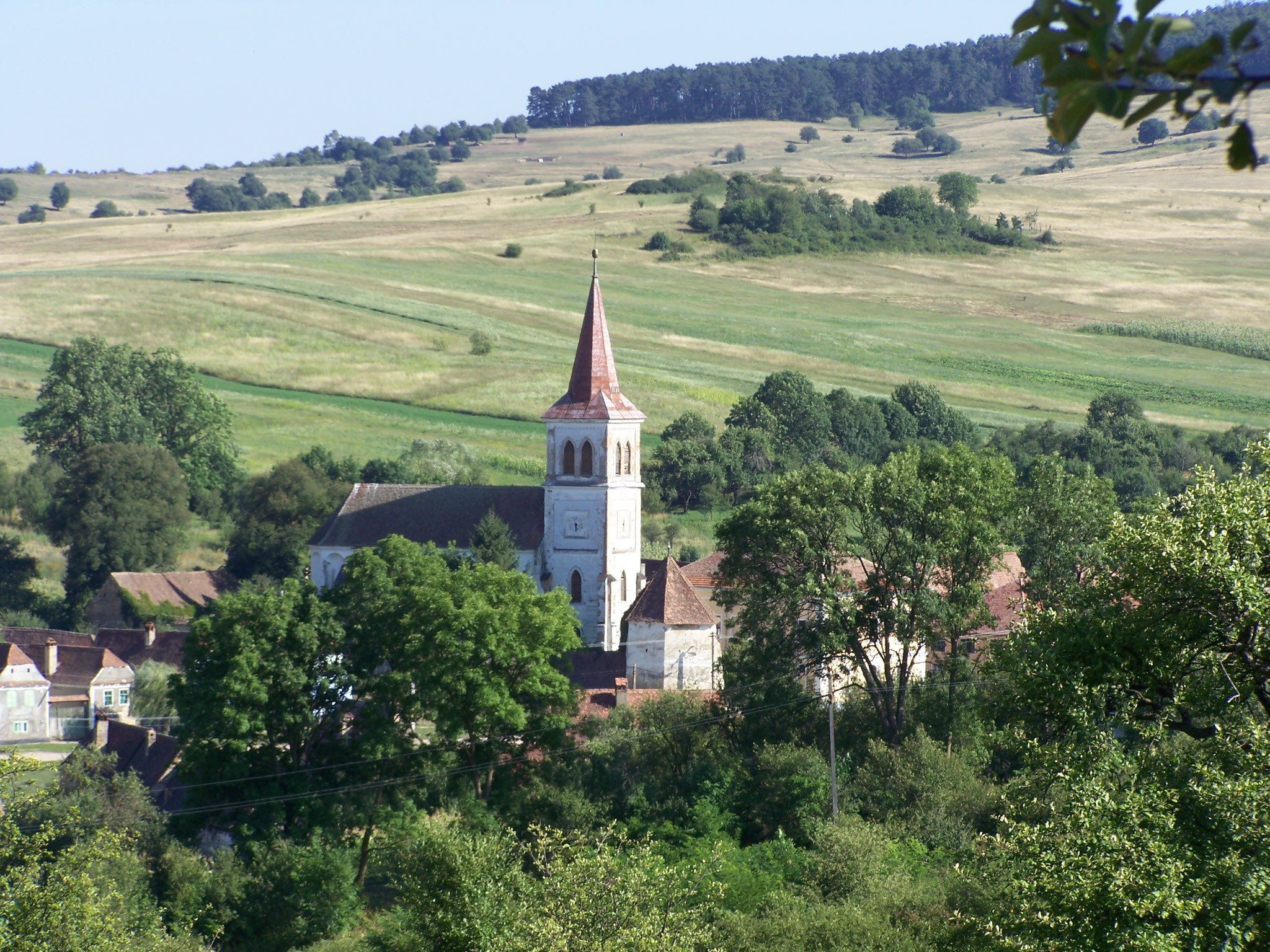
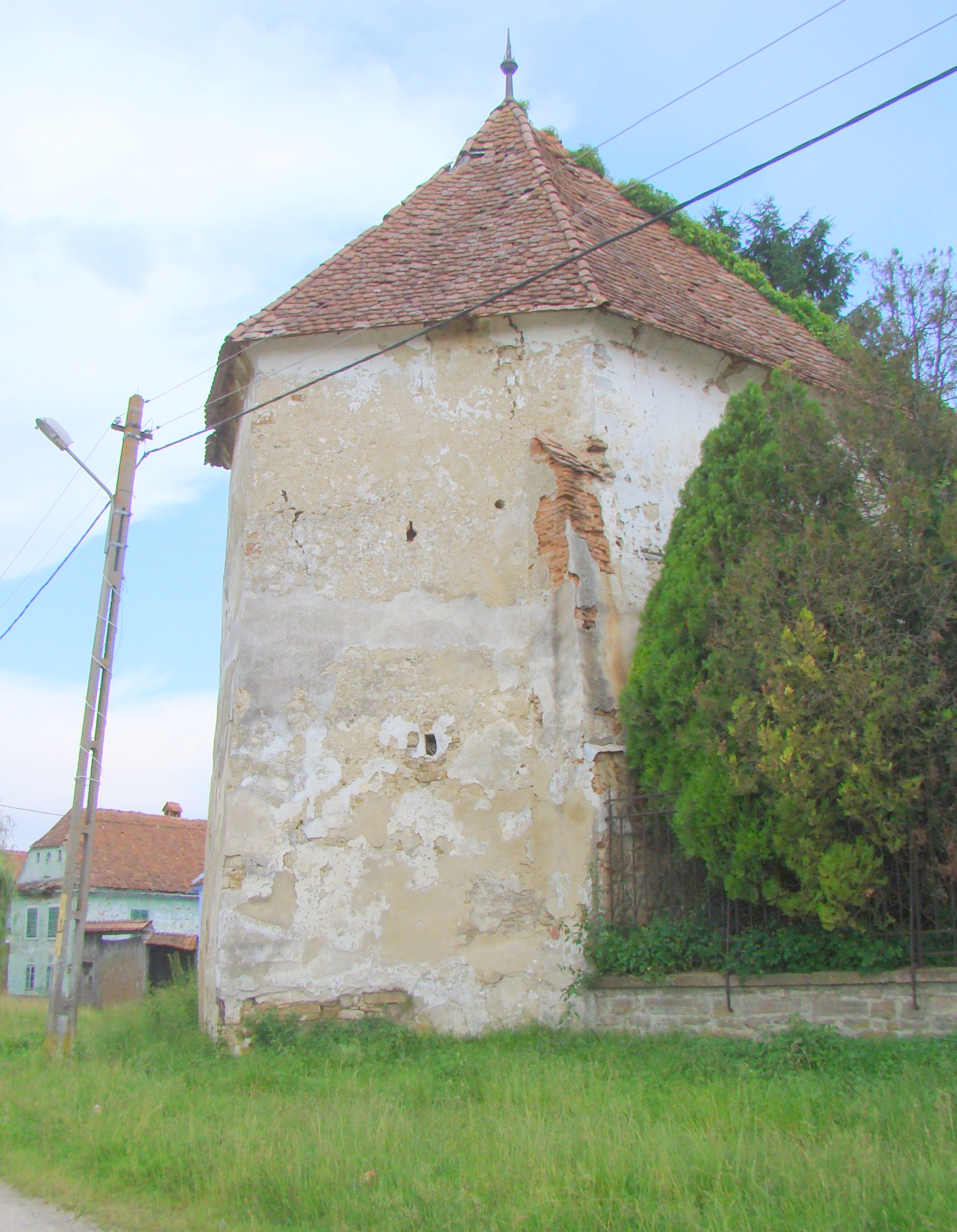
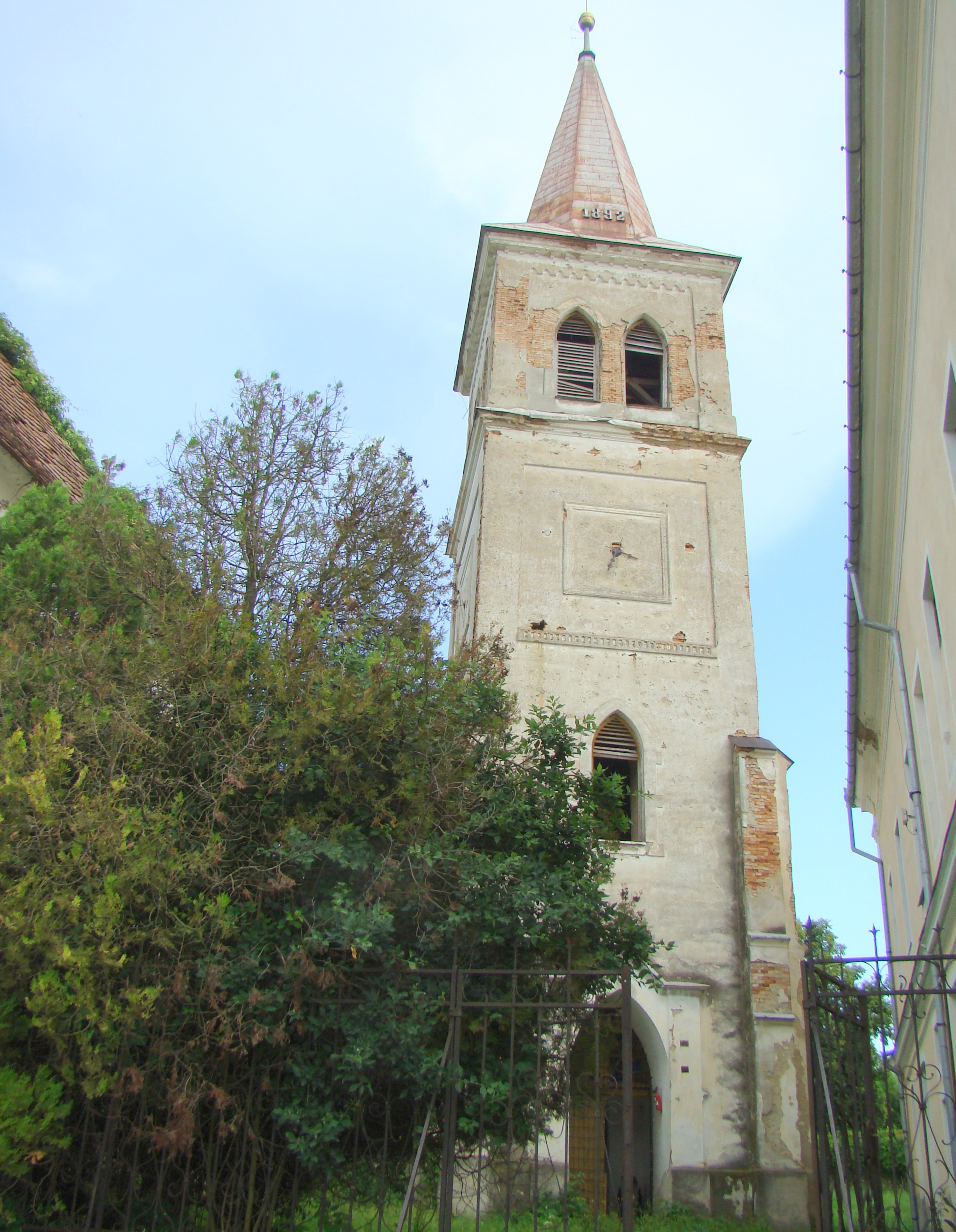
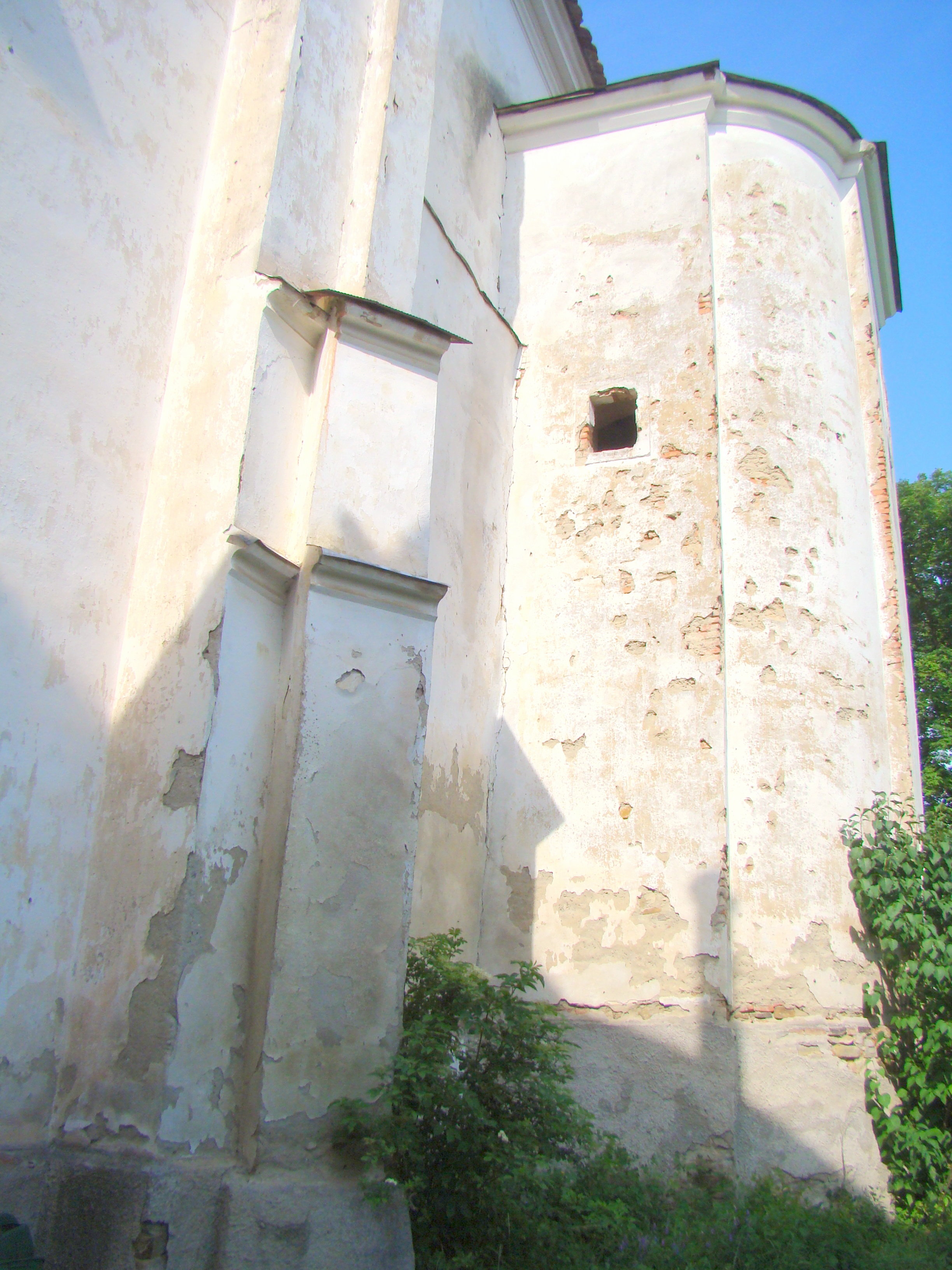
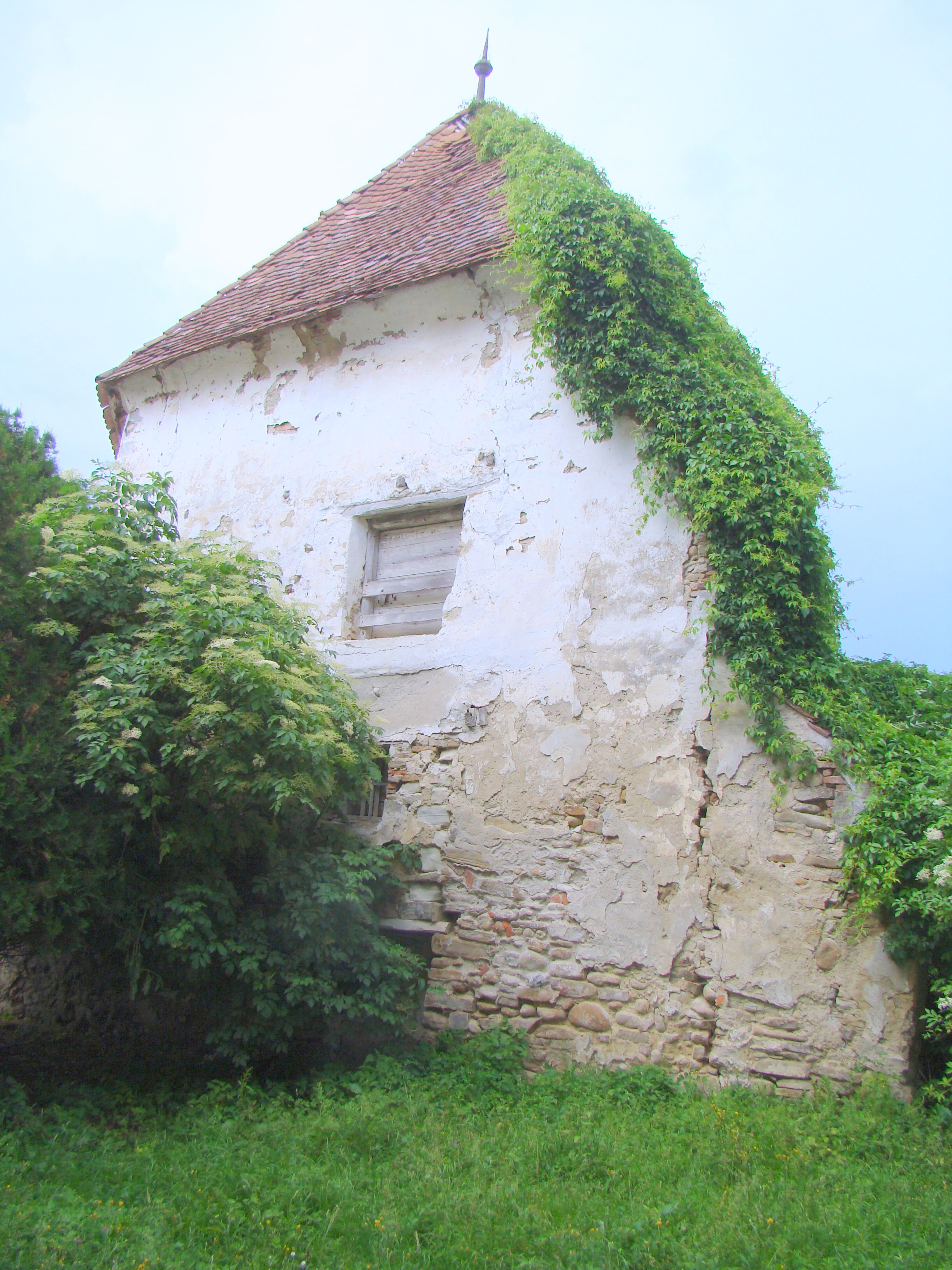
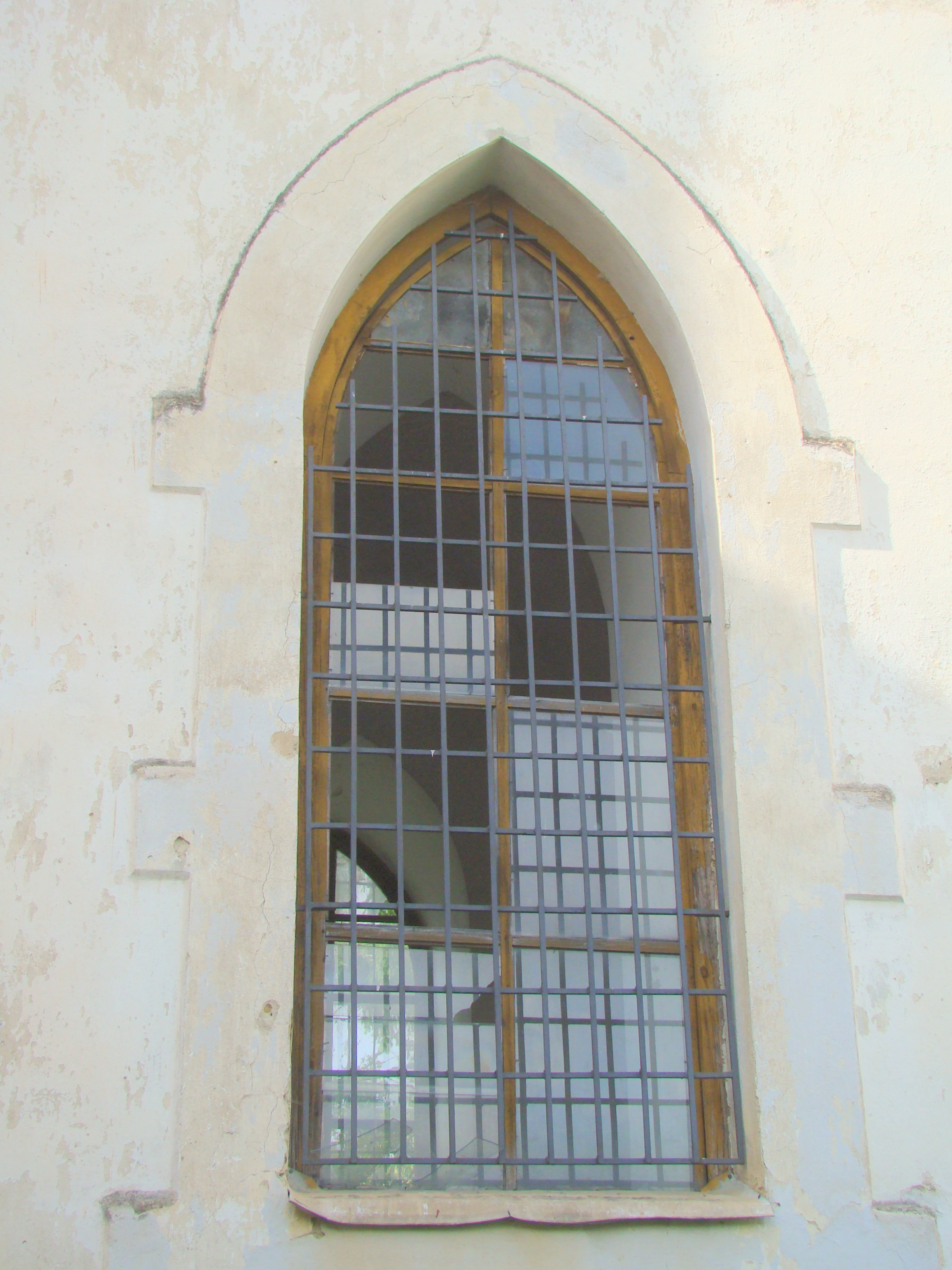
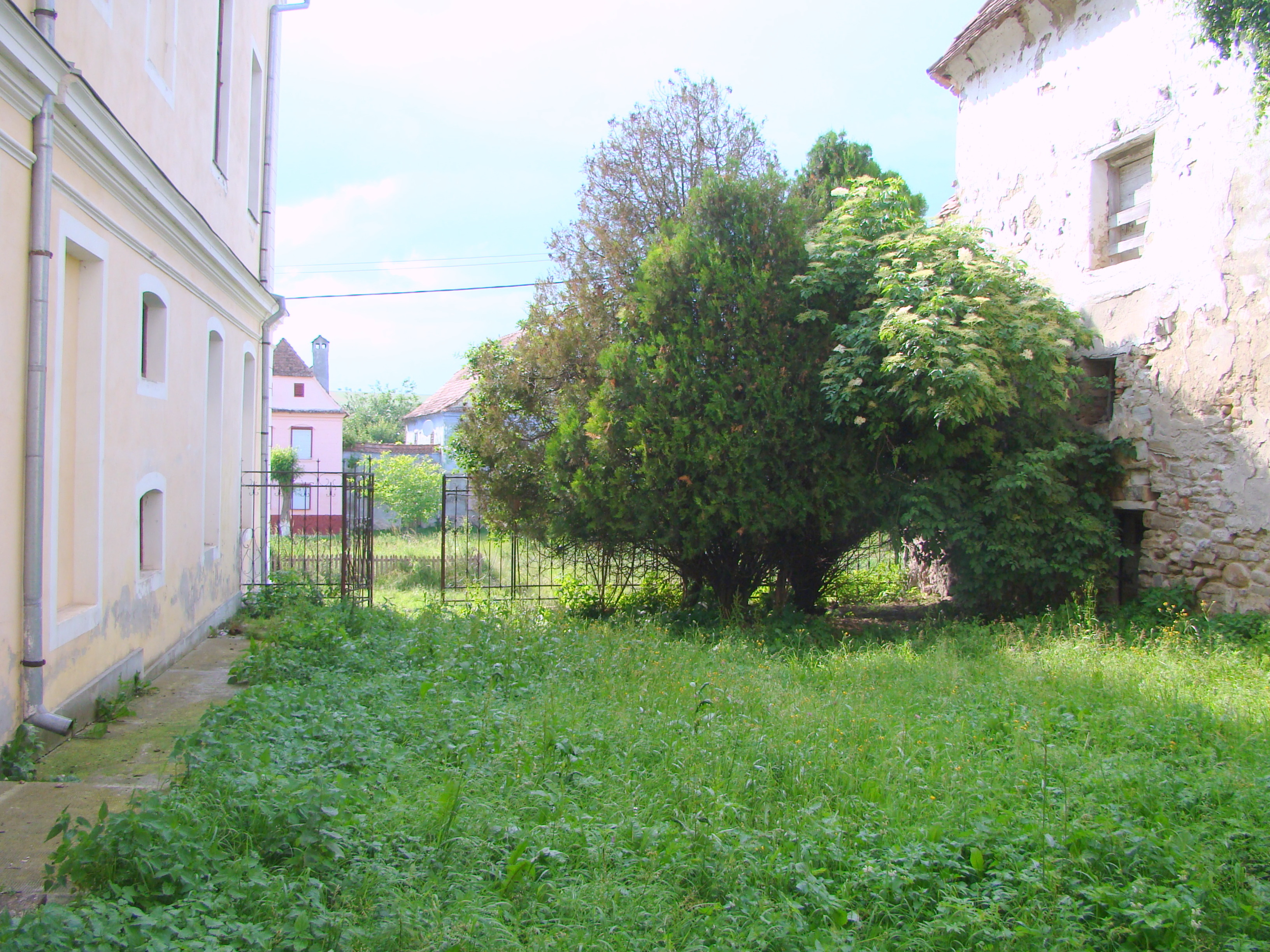
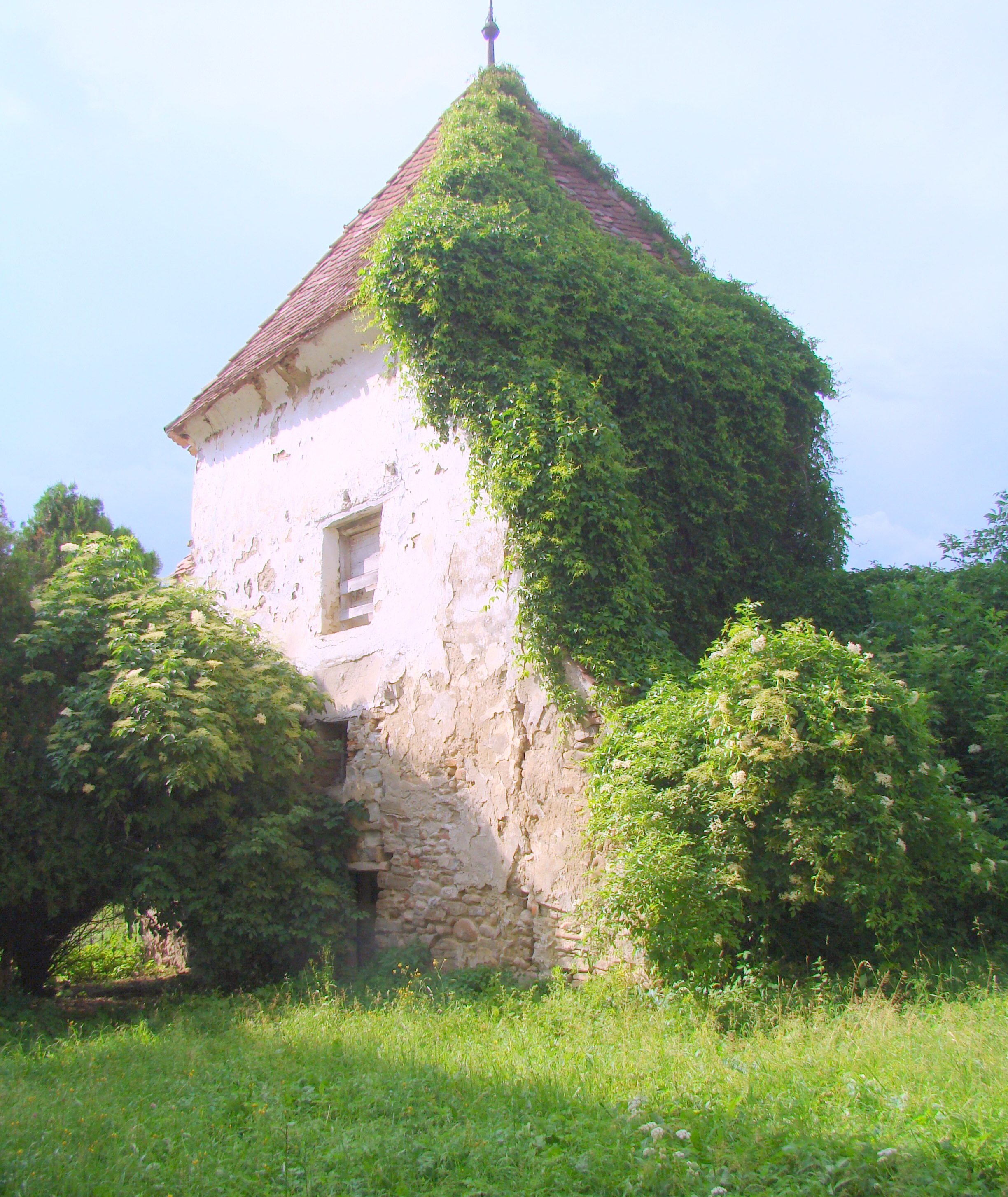
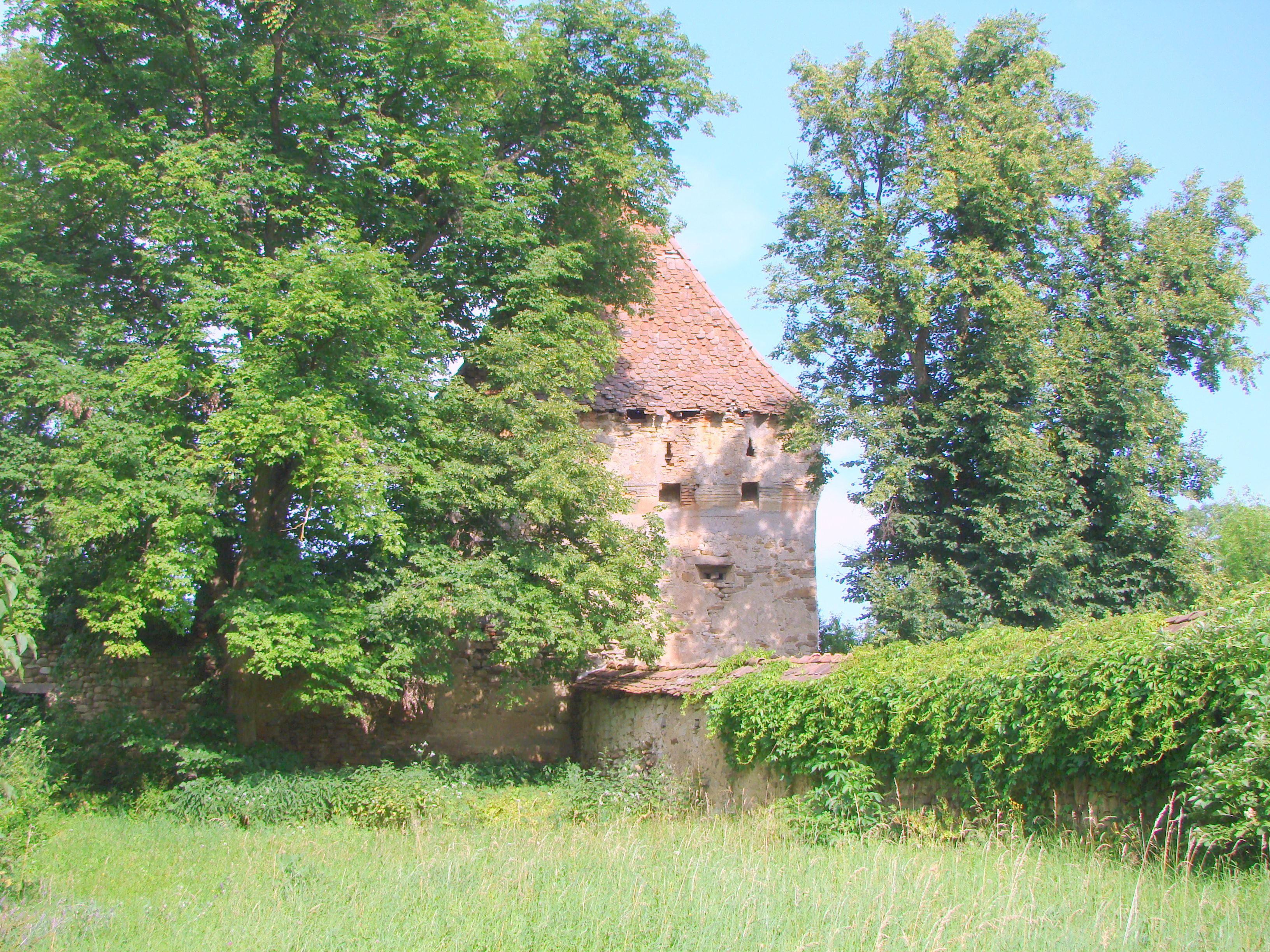
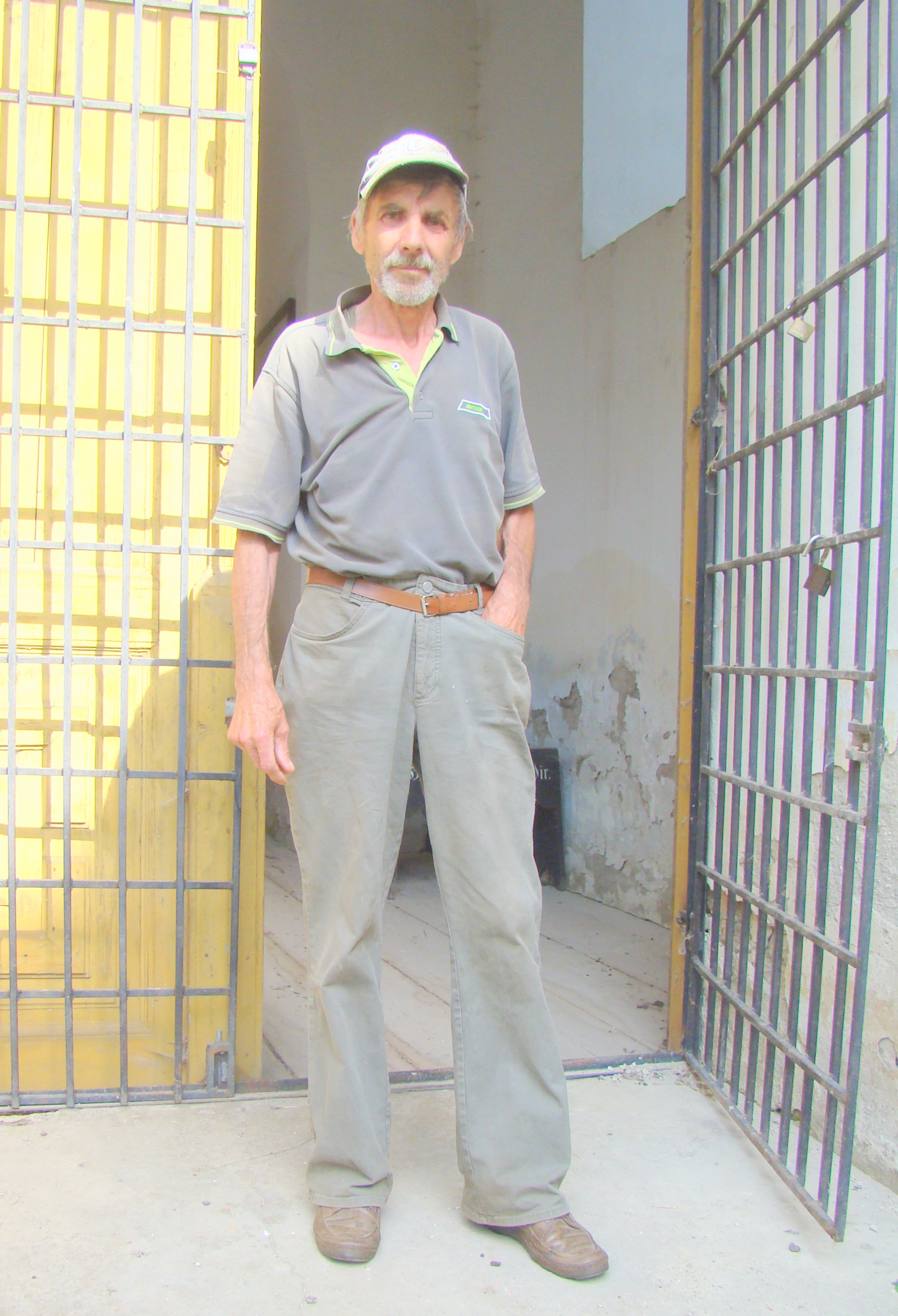
Curatorul bisericii evanghelice fortificate din Beia: Roth Willi
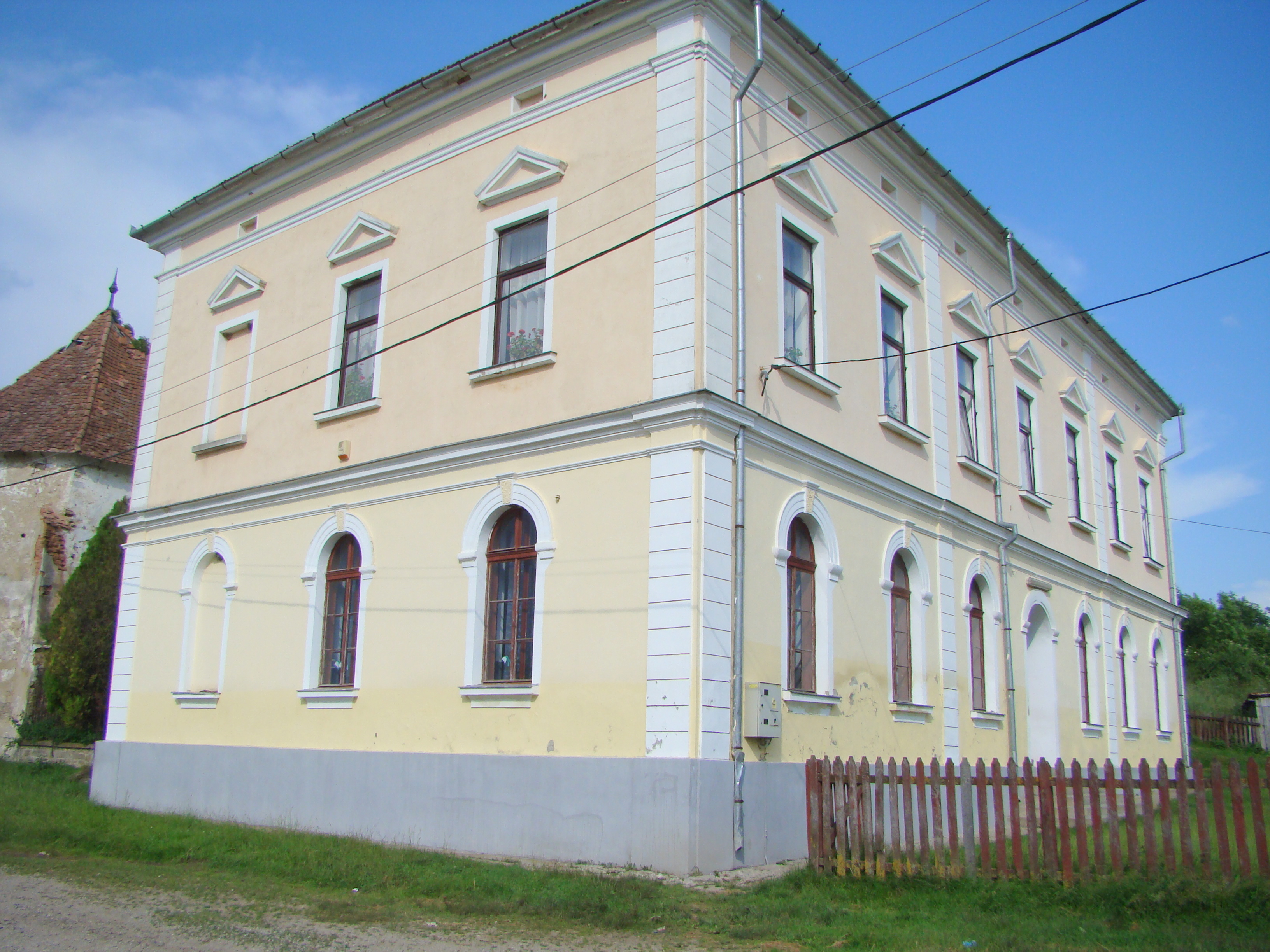
Fosta școală evanghelică

## Imagini din interior

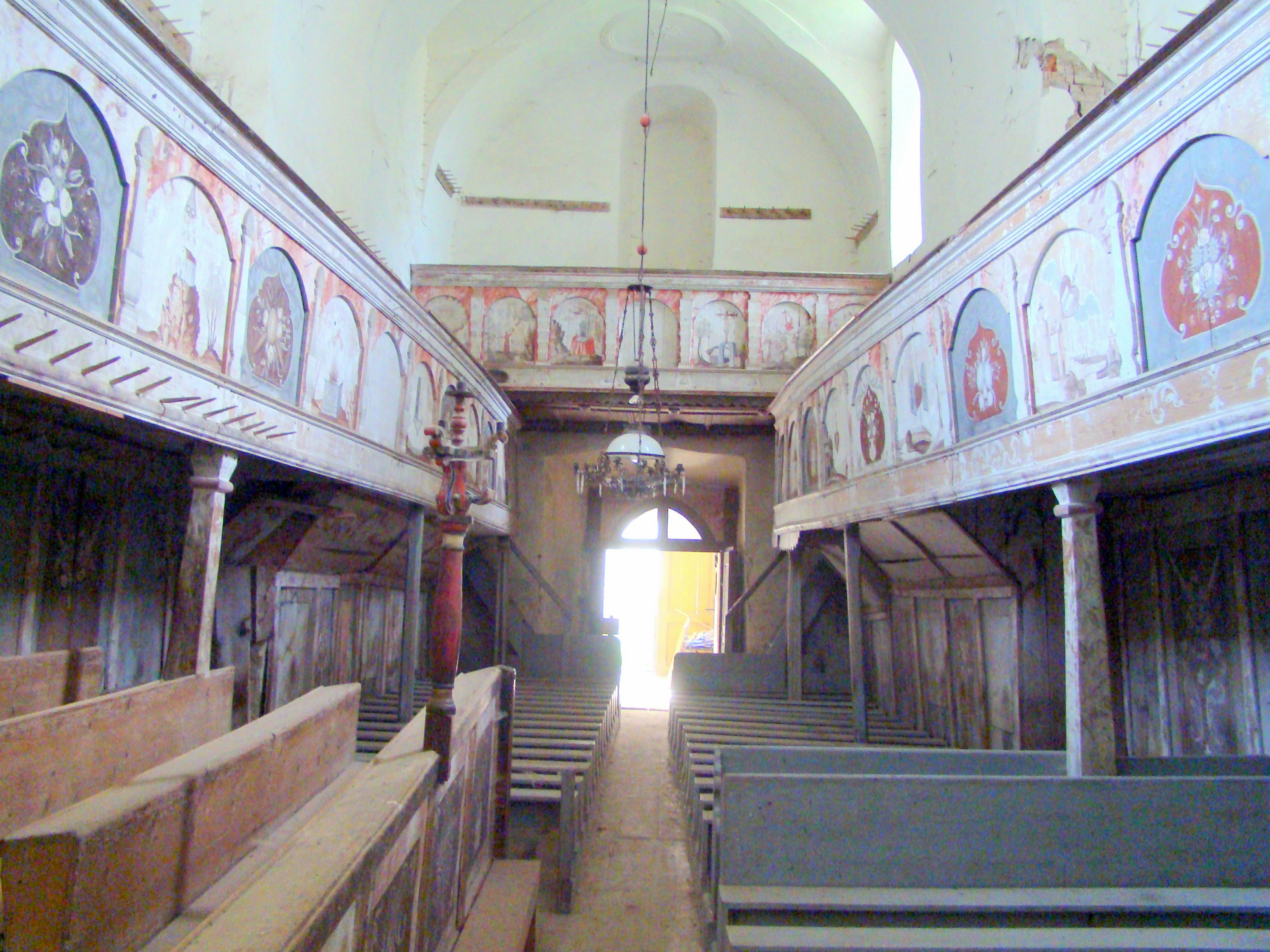
Nava spre tribuna de vest
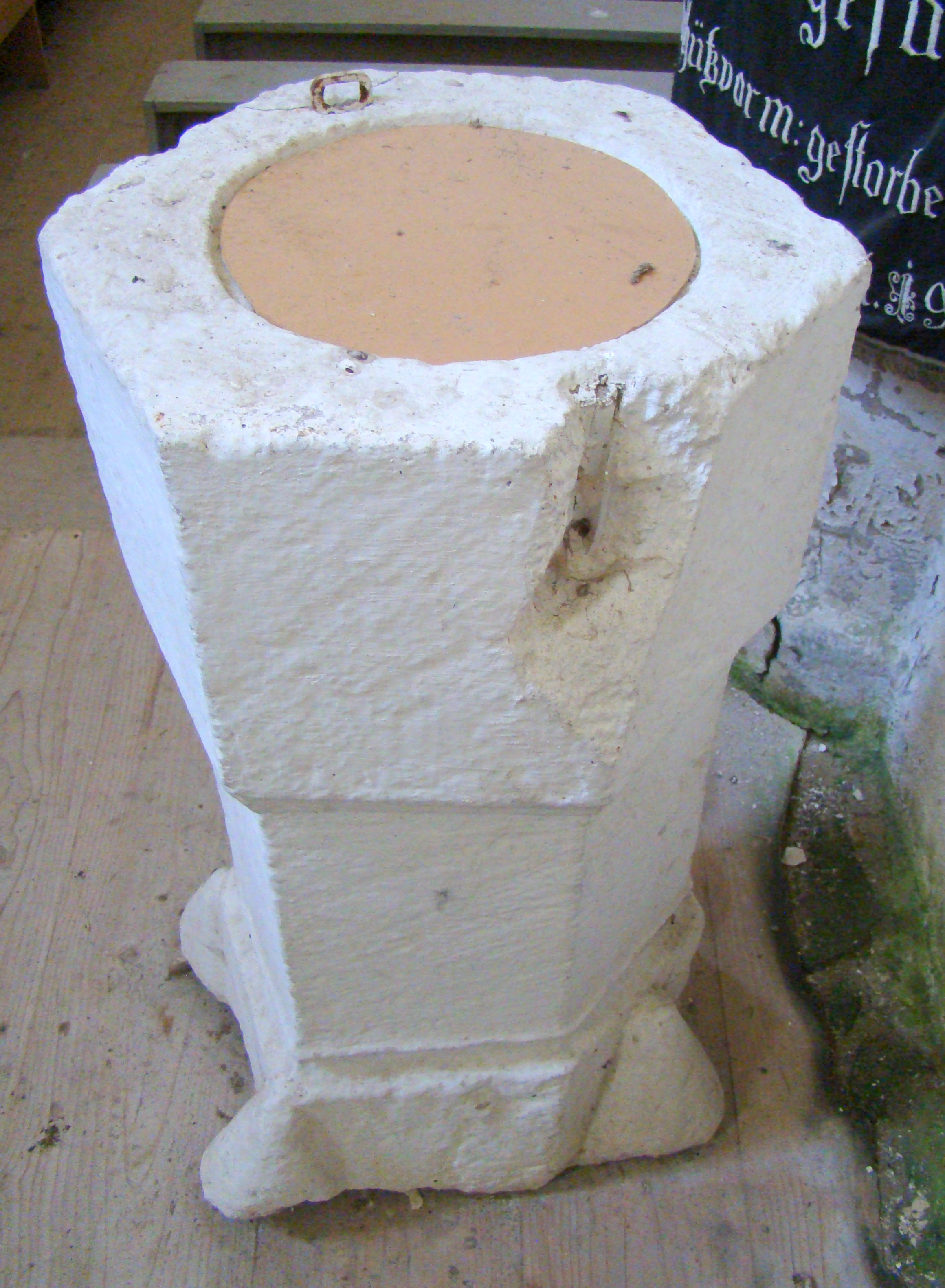
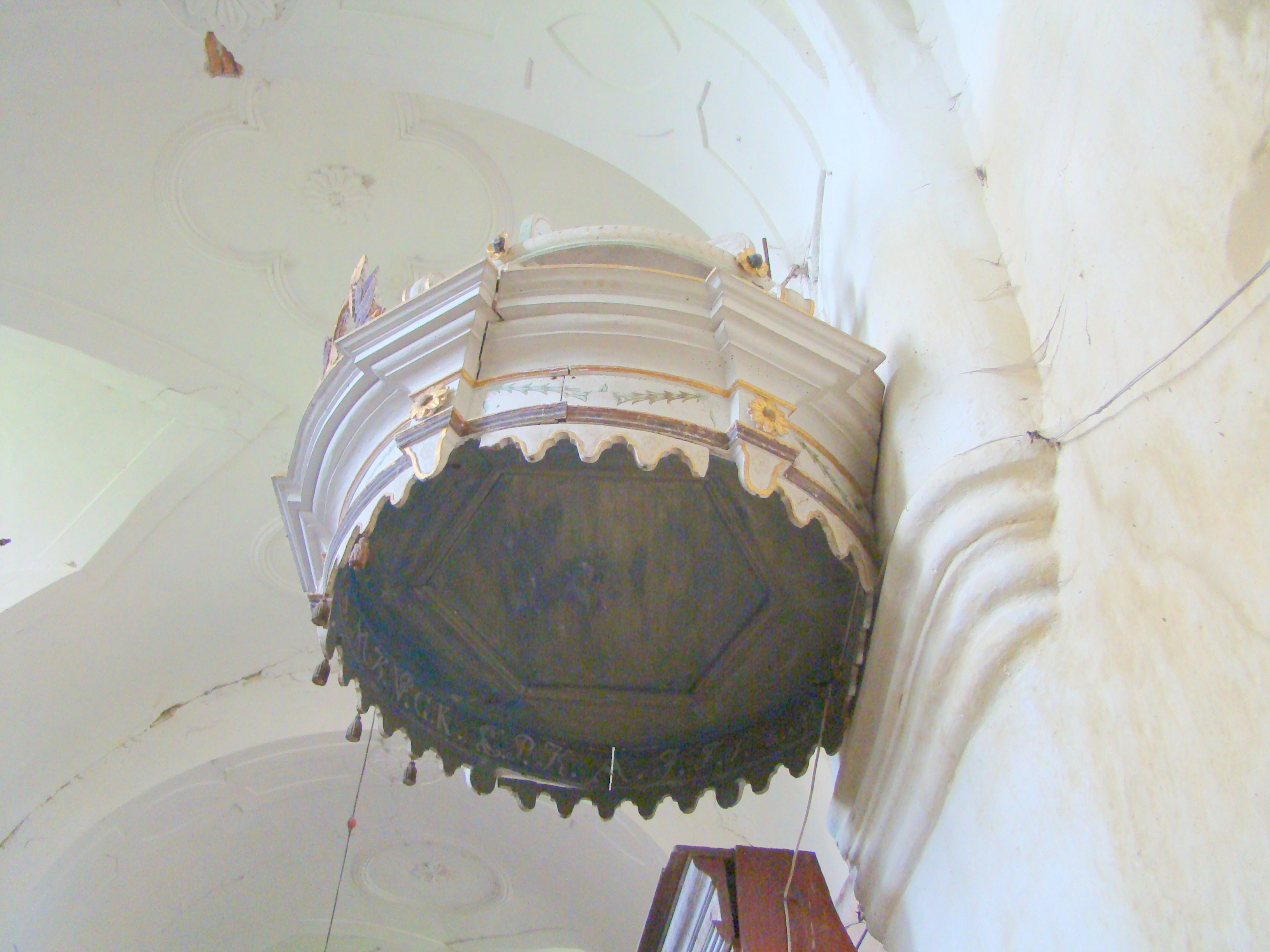
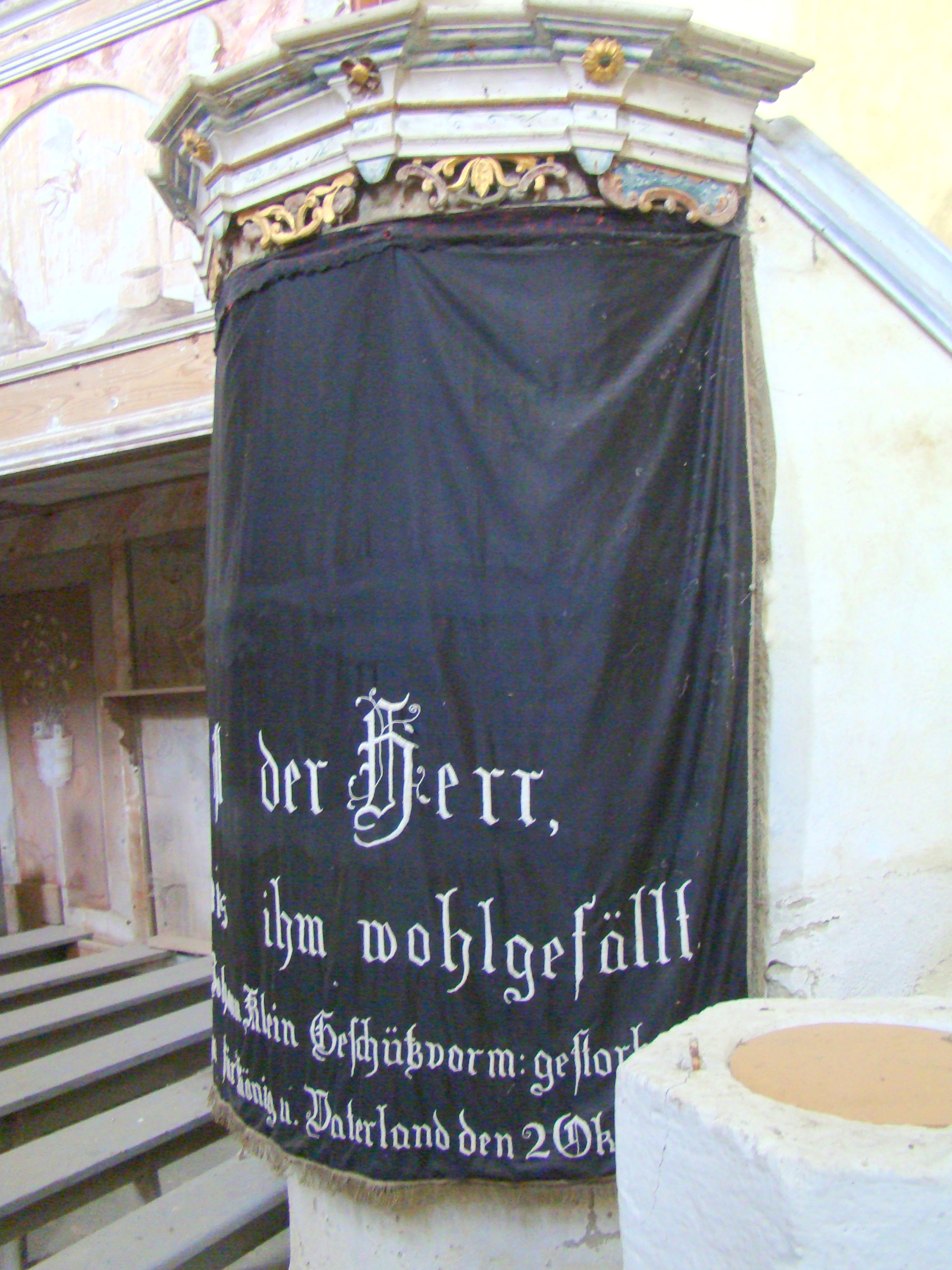
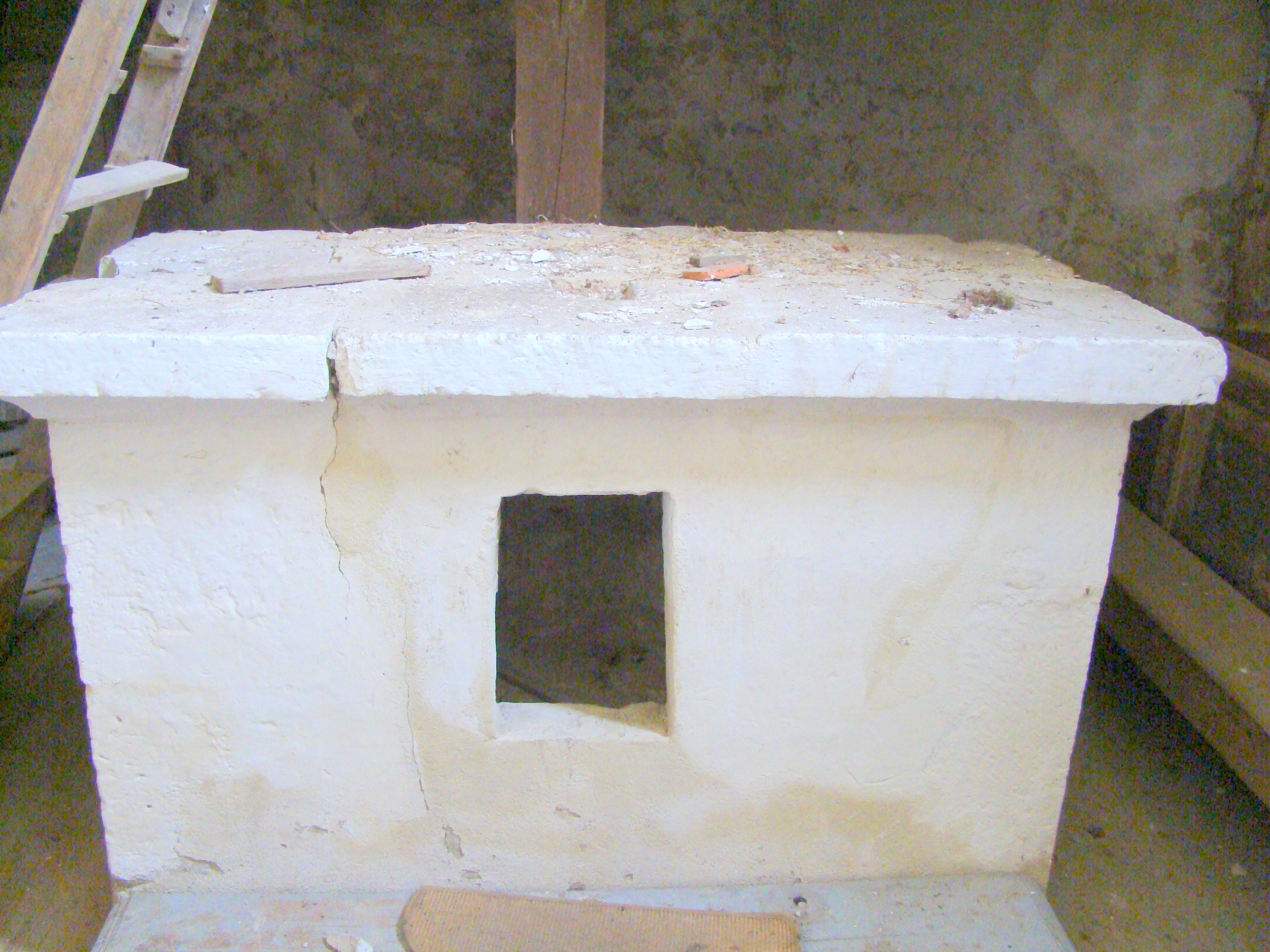
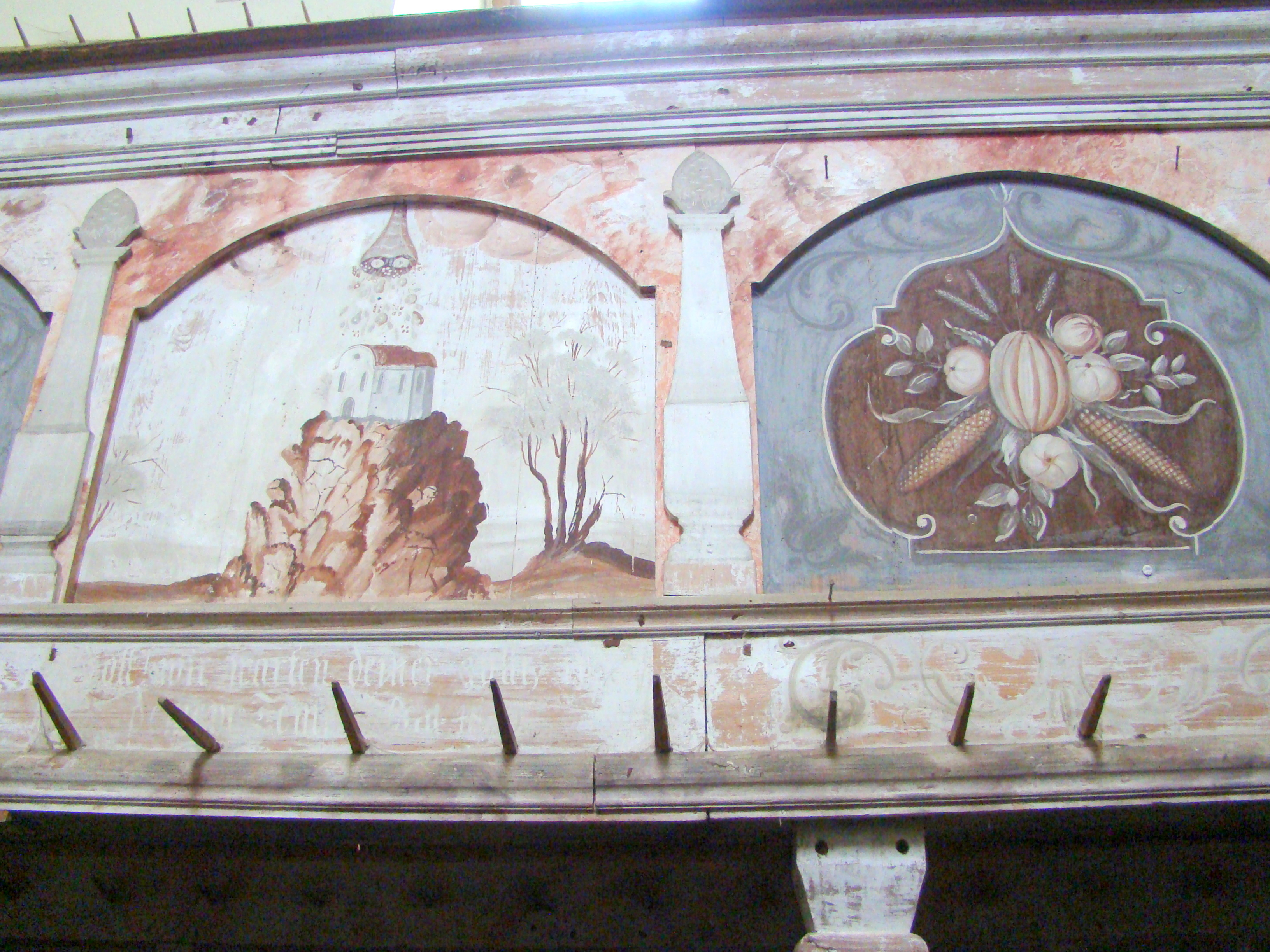
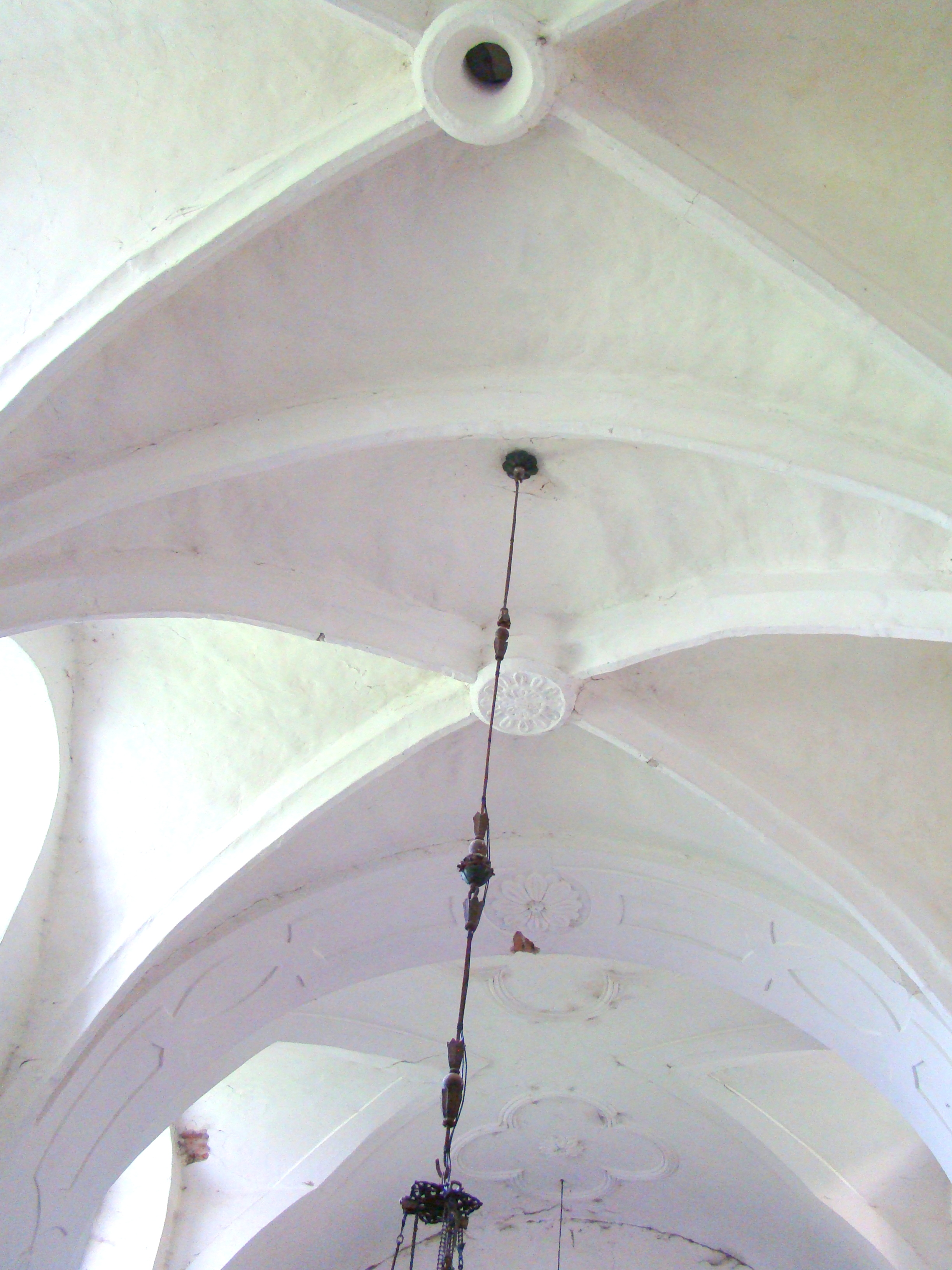
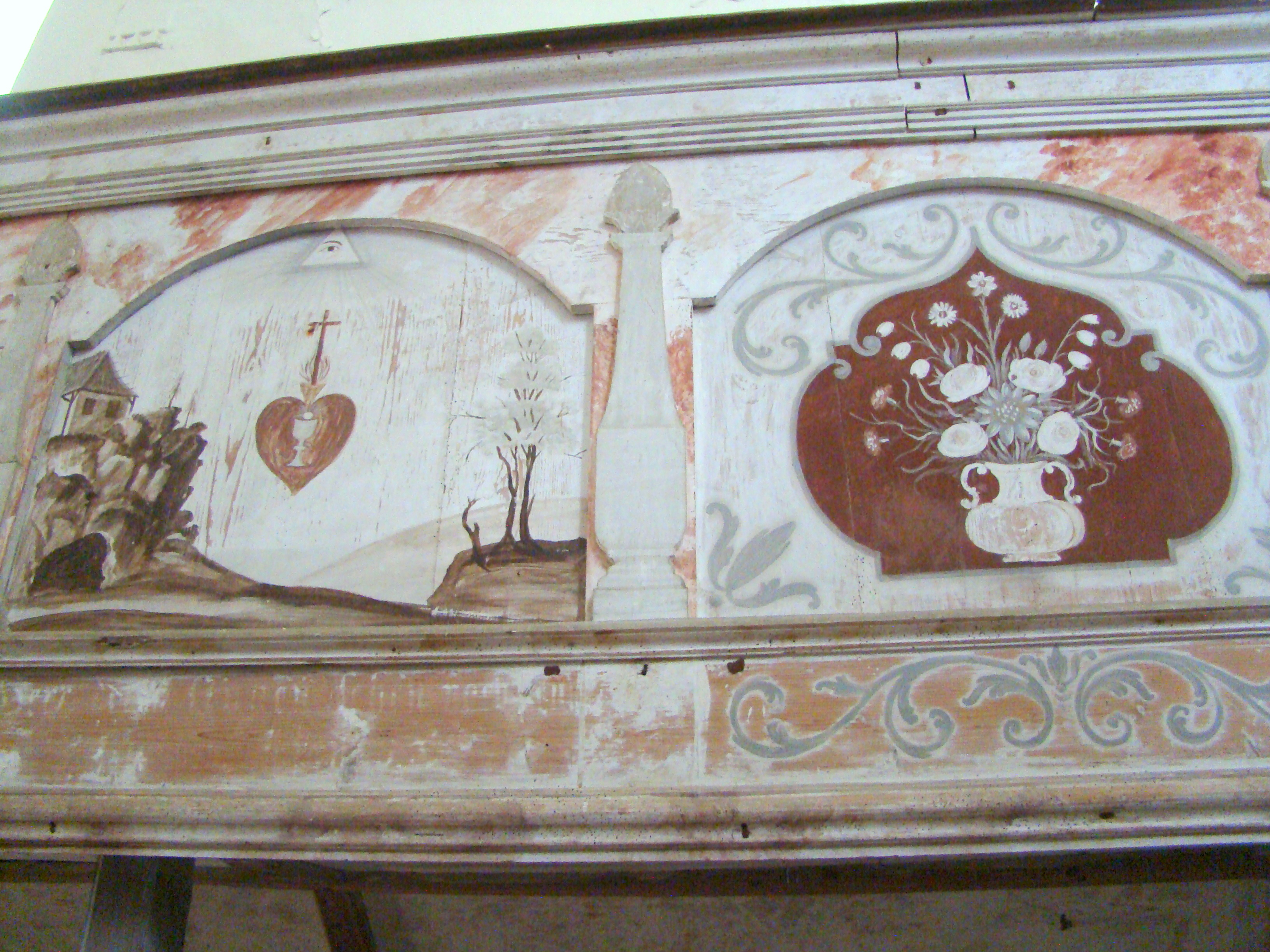
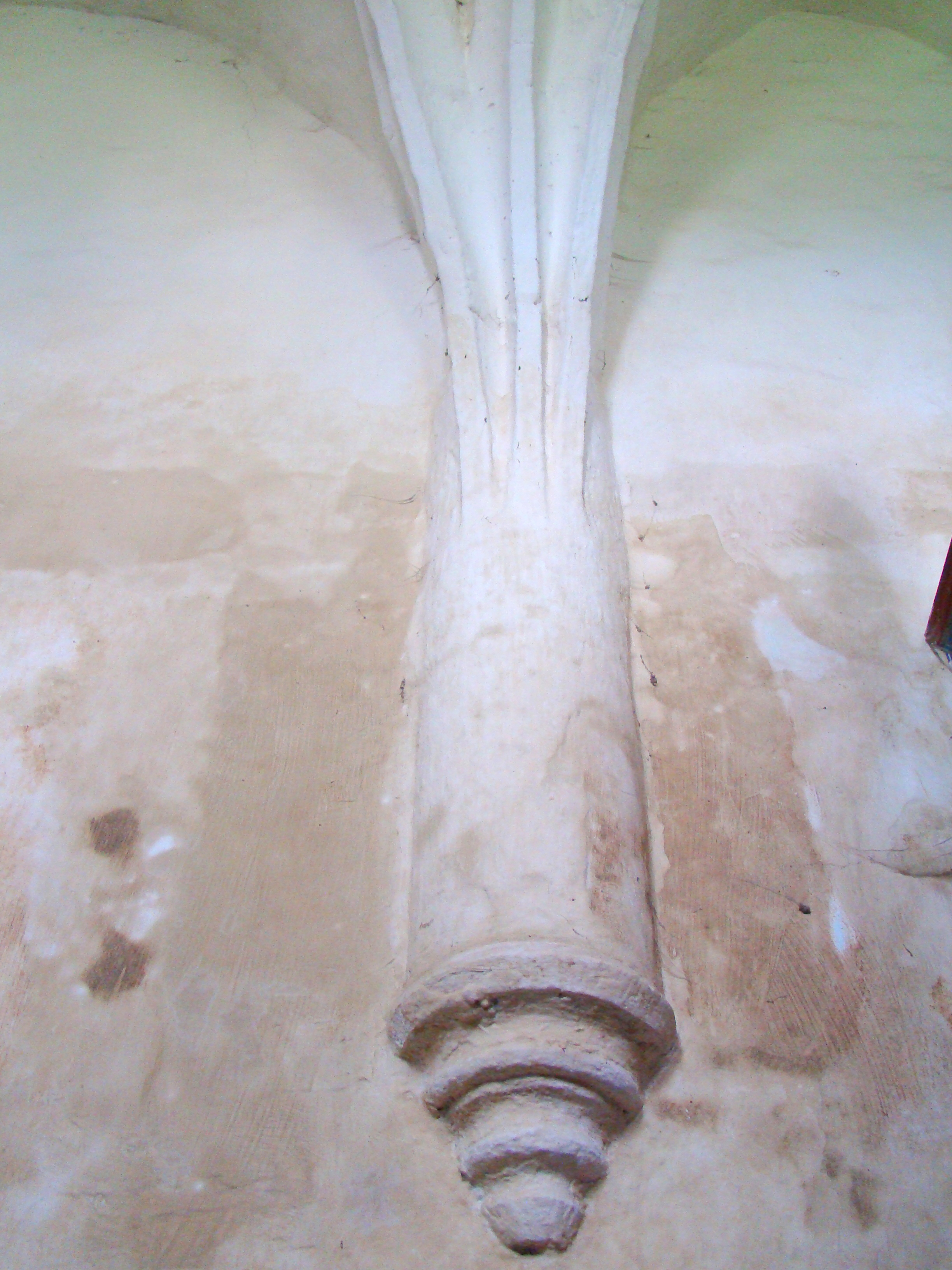
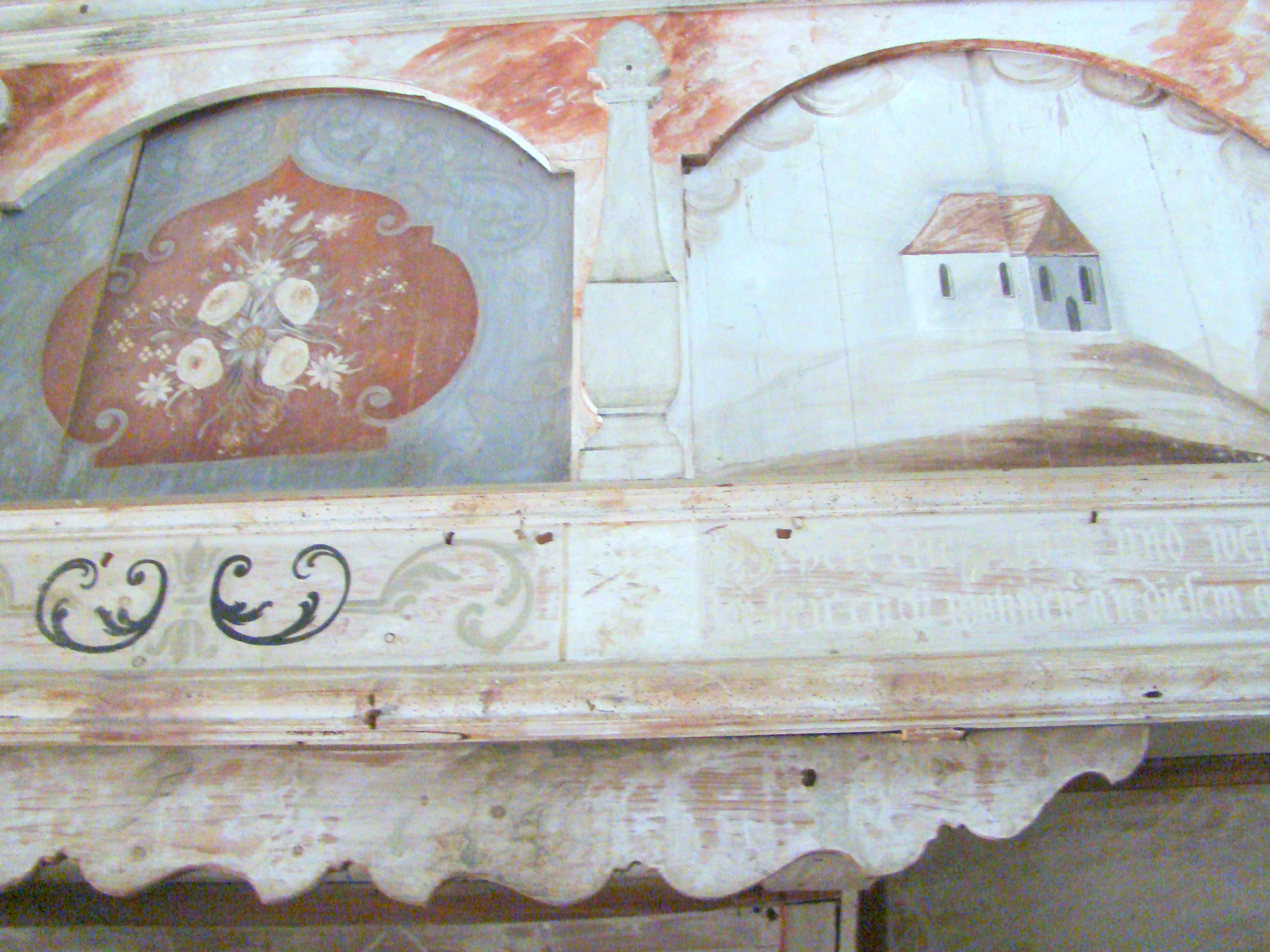
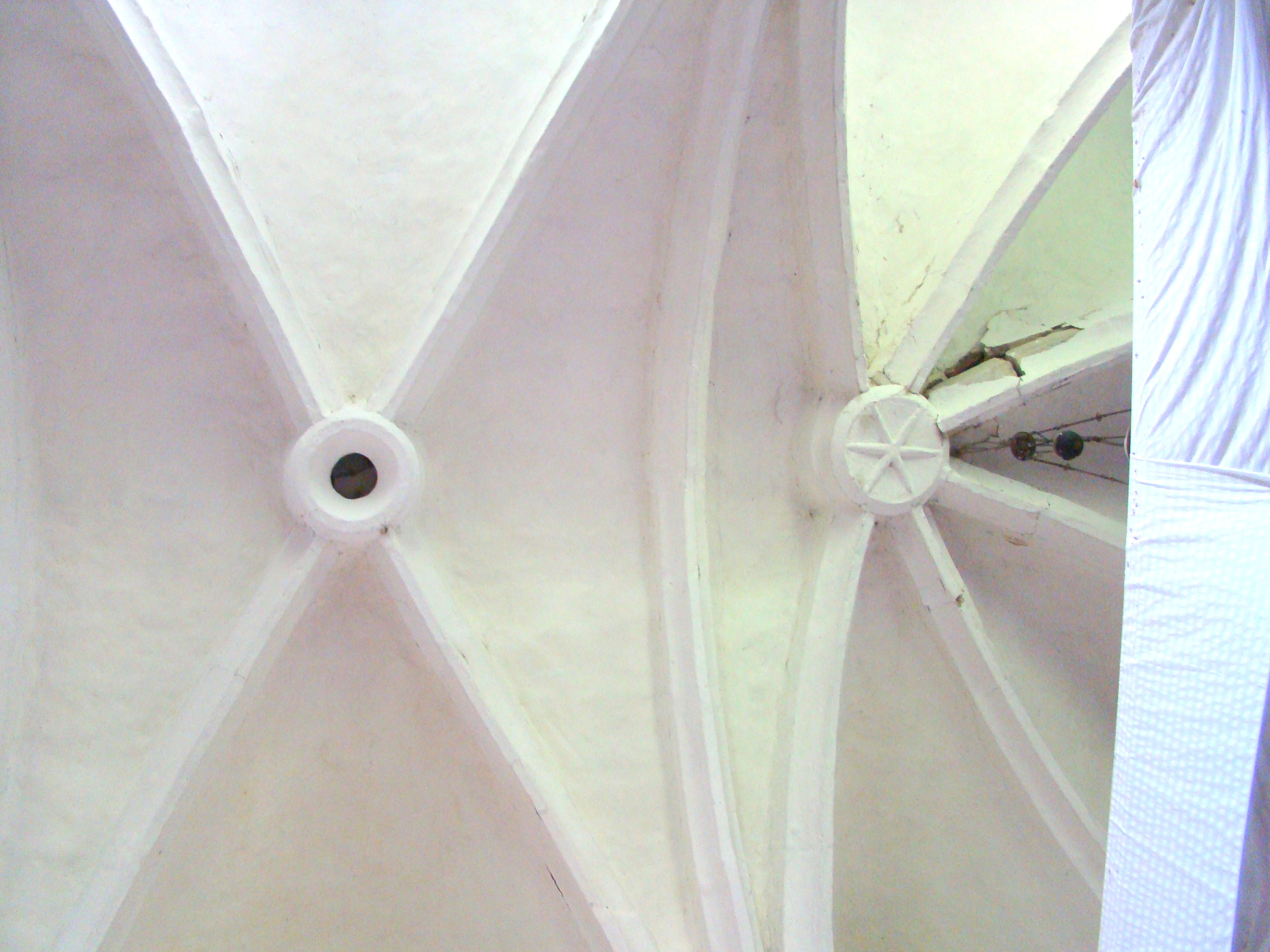
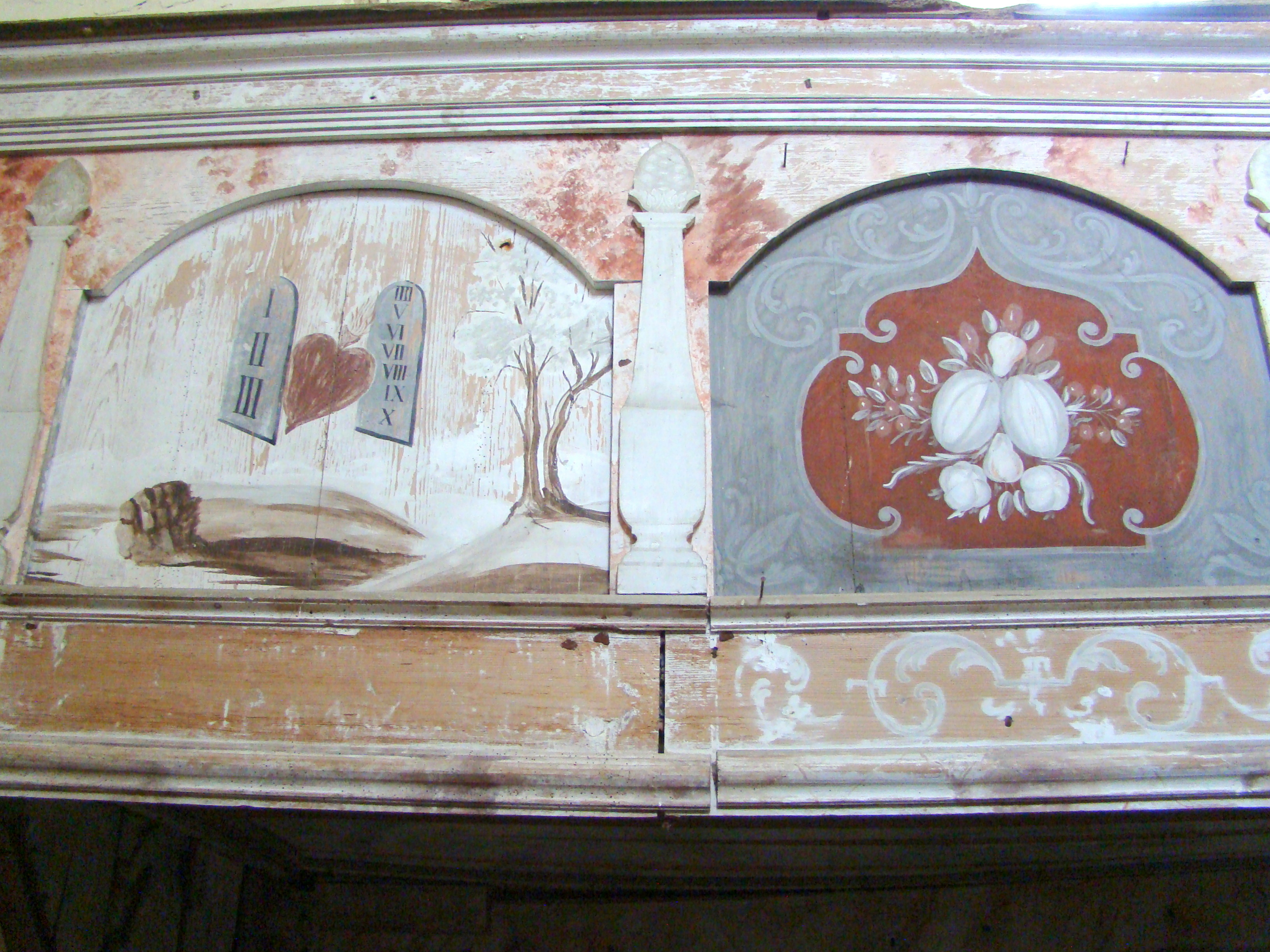
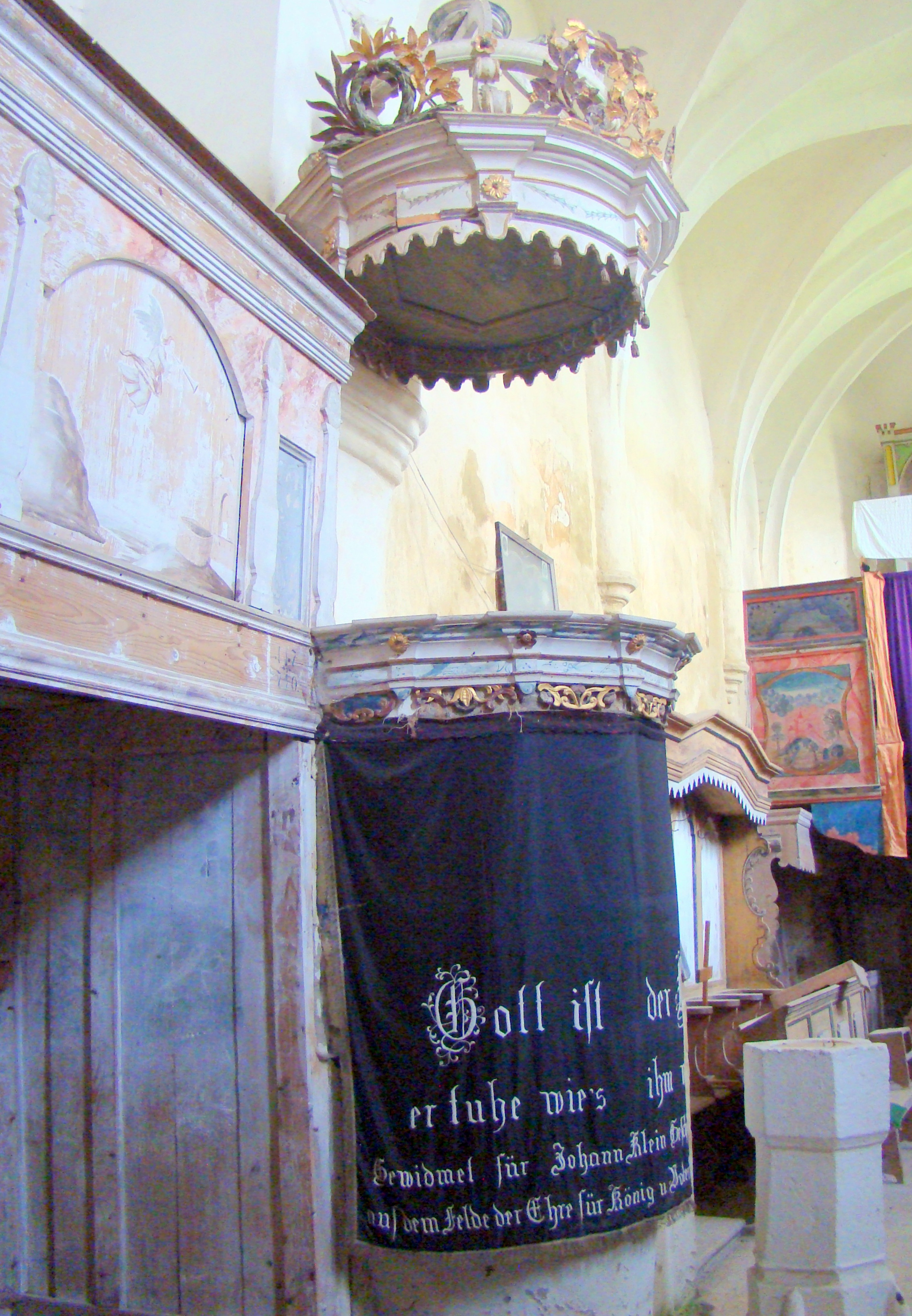
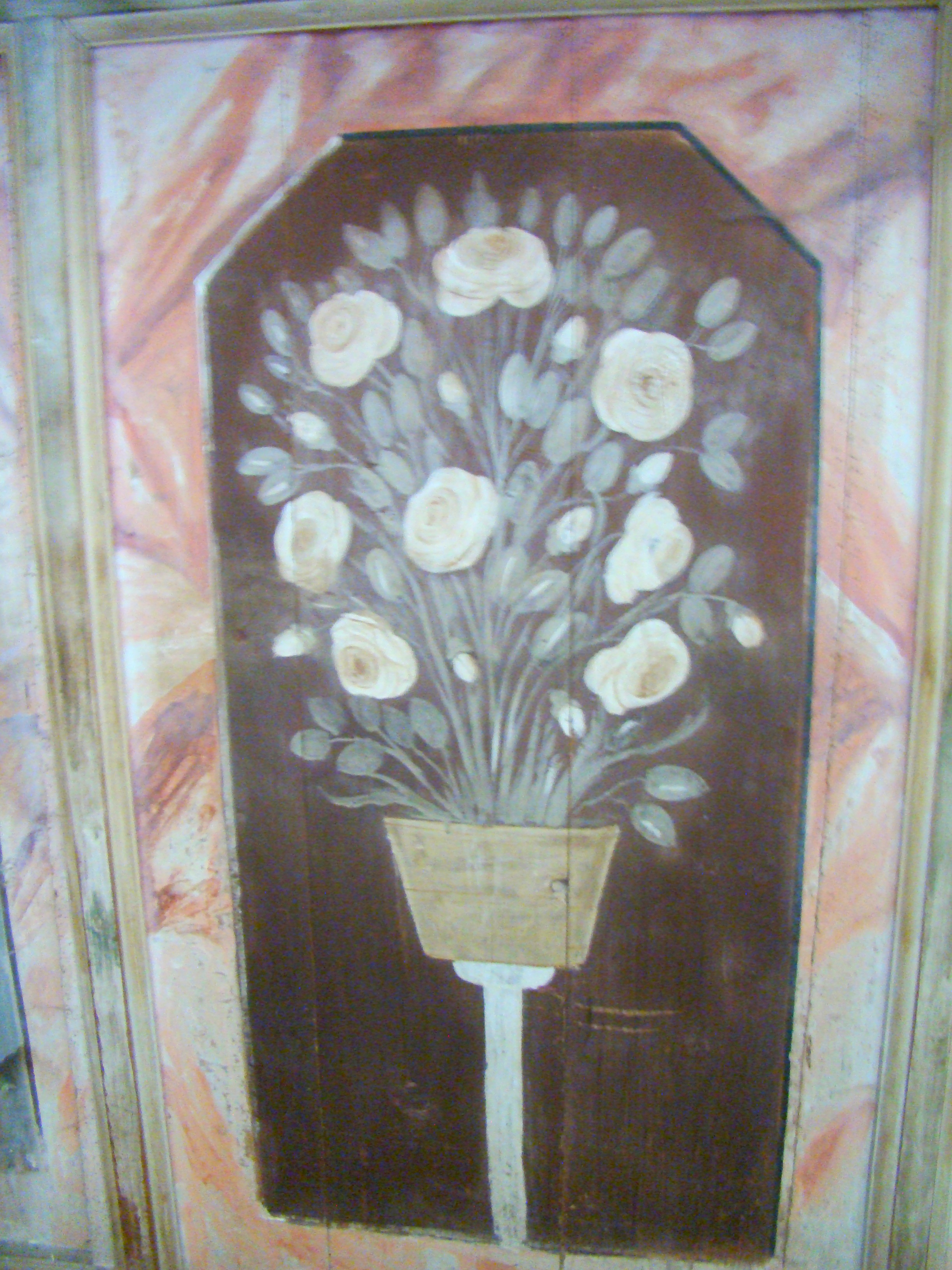
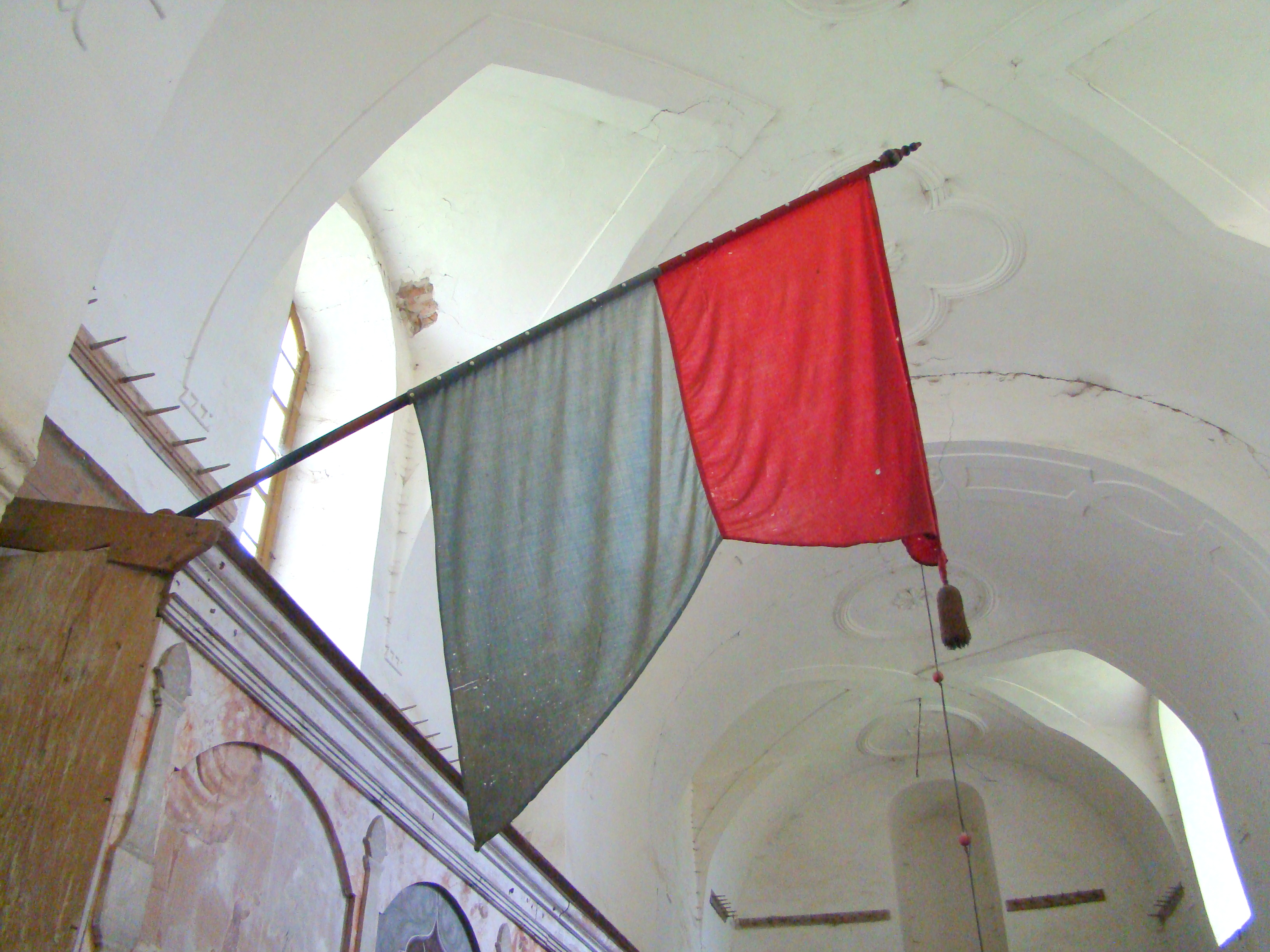
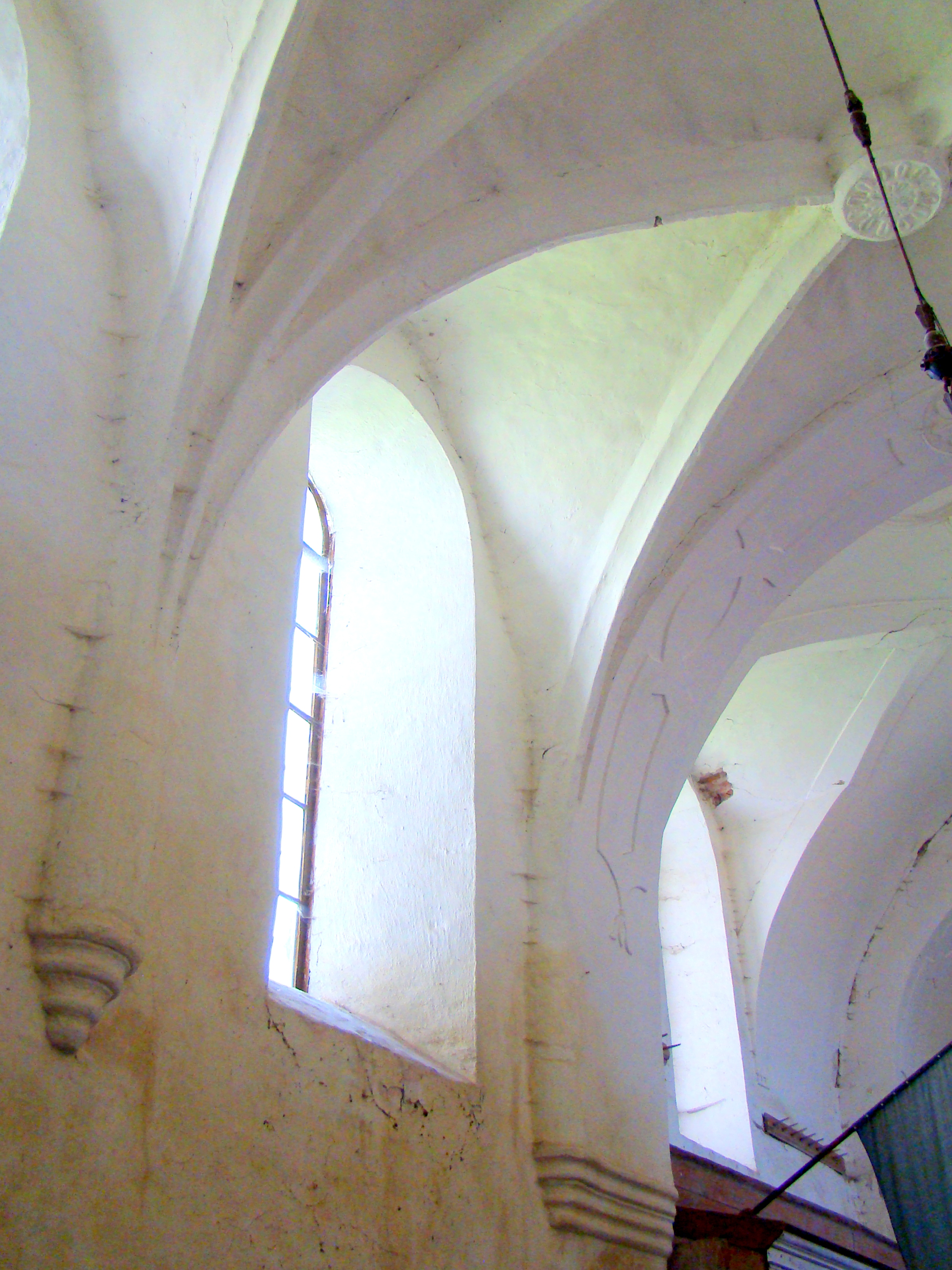
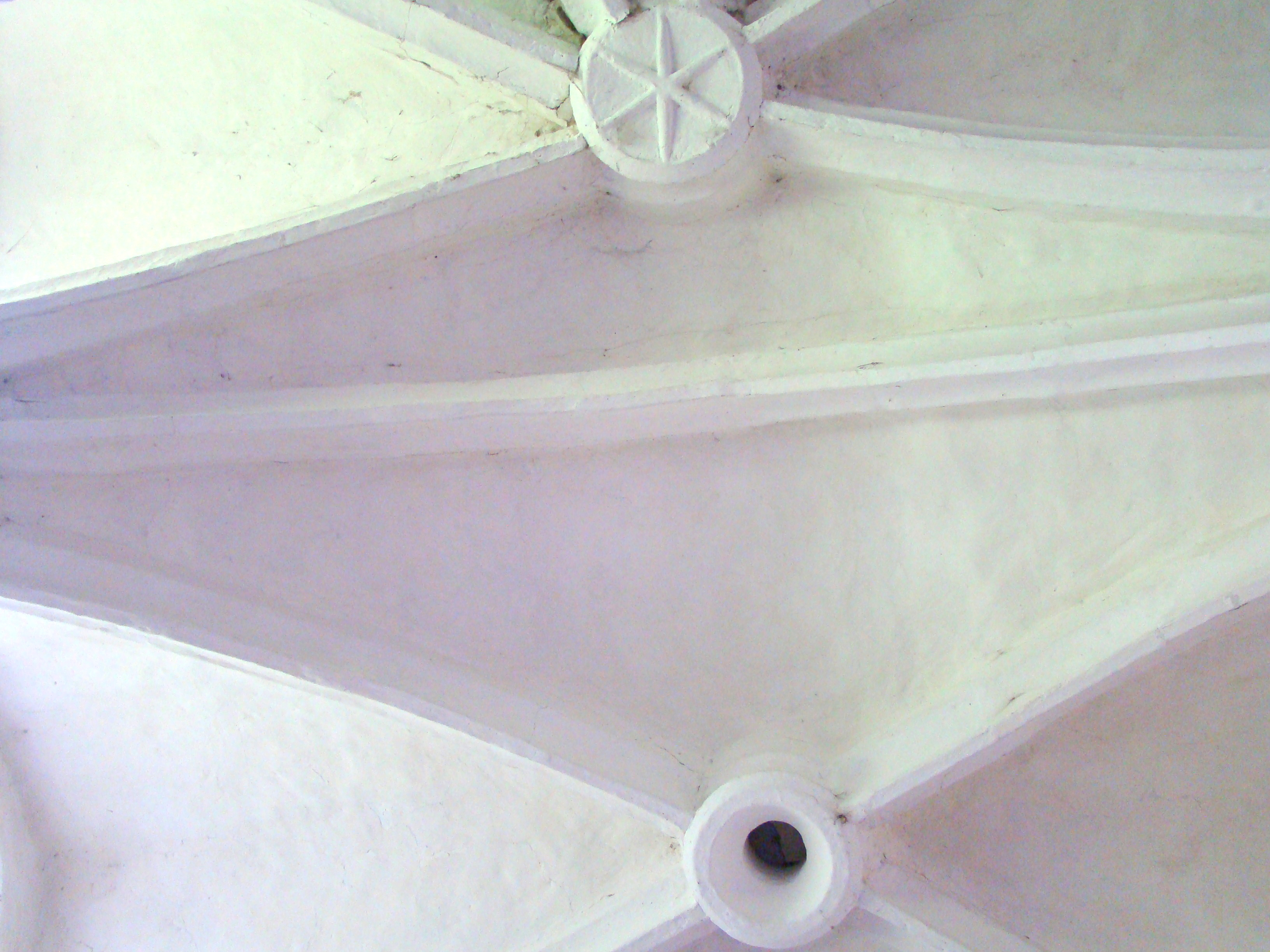
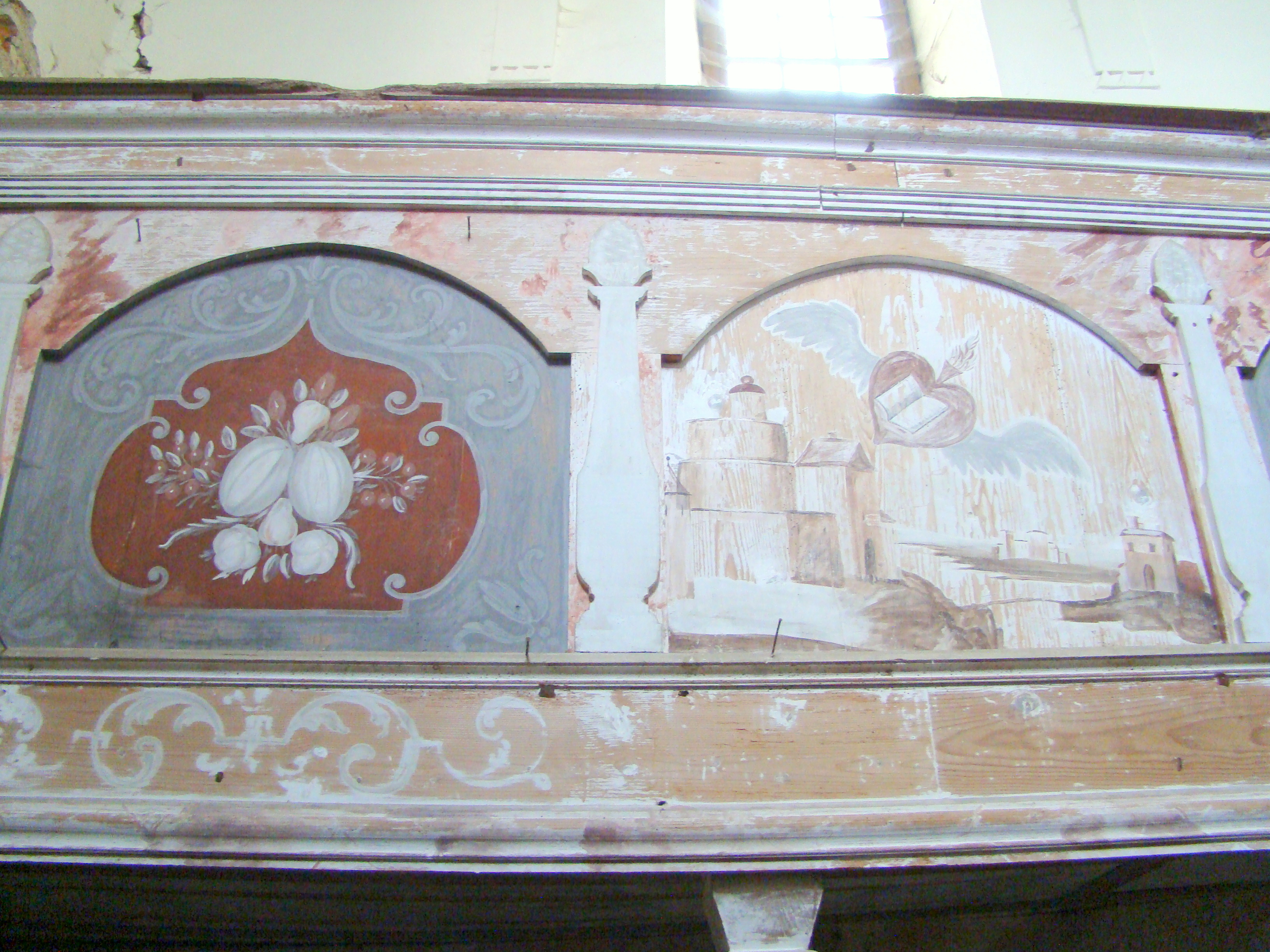
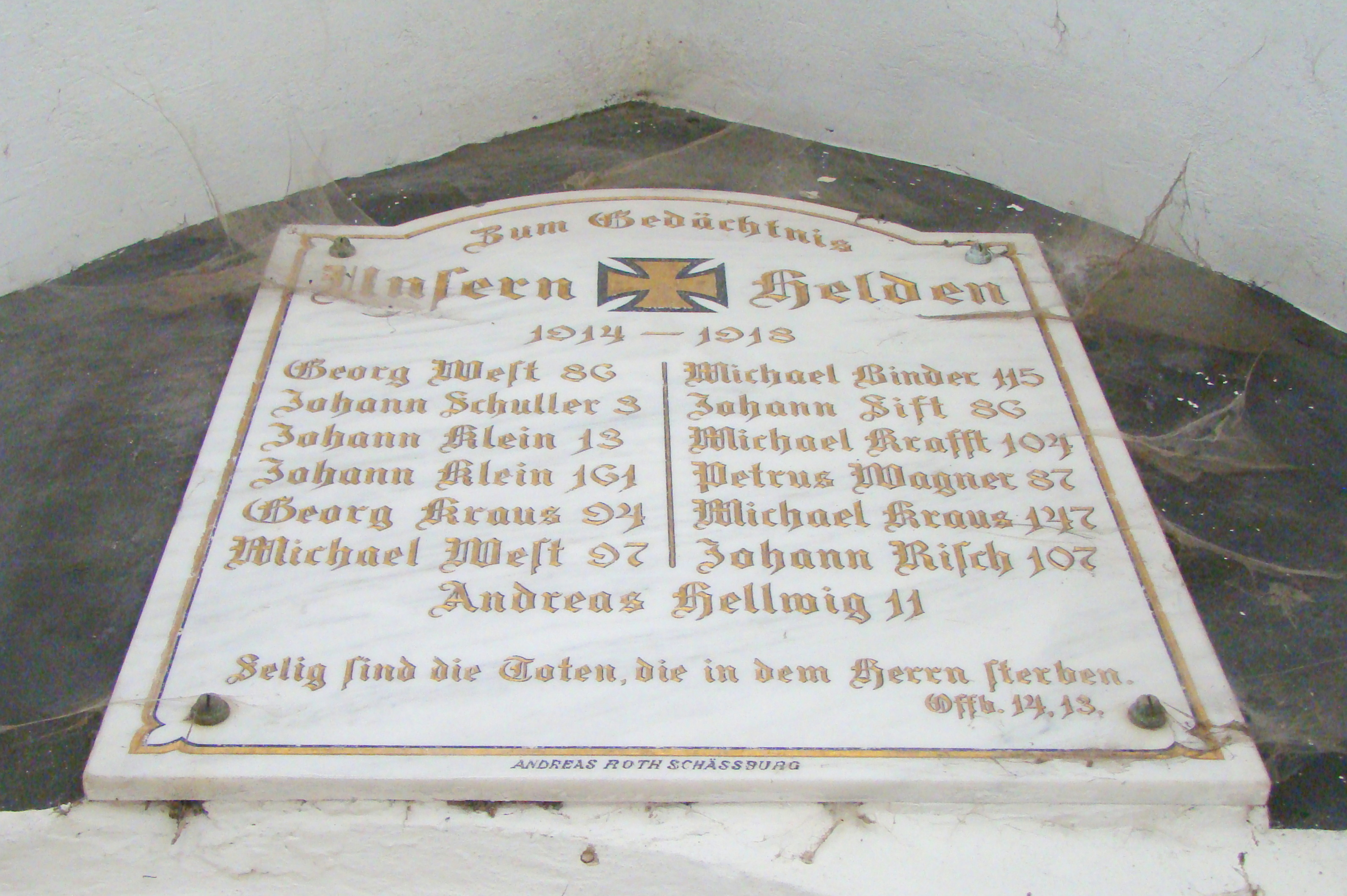
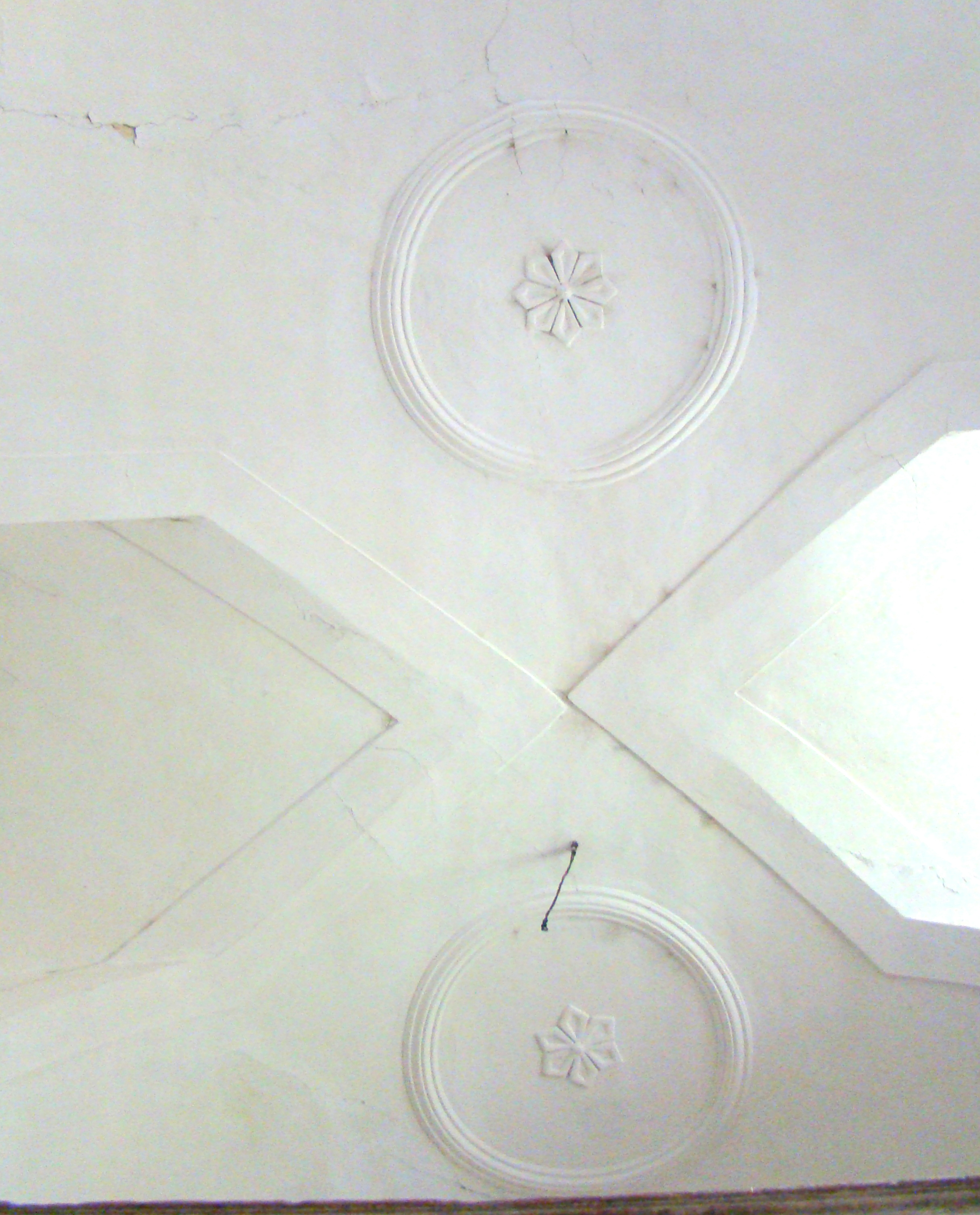
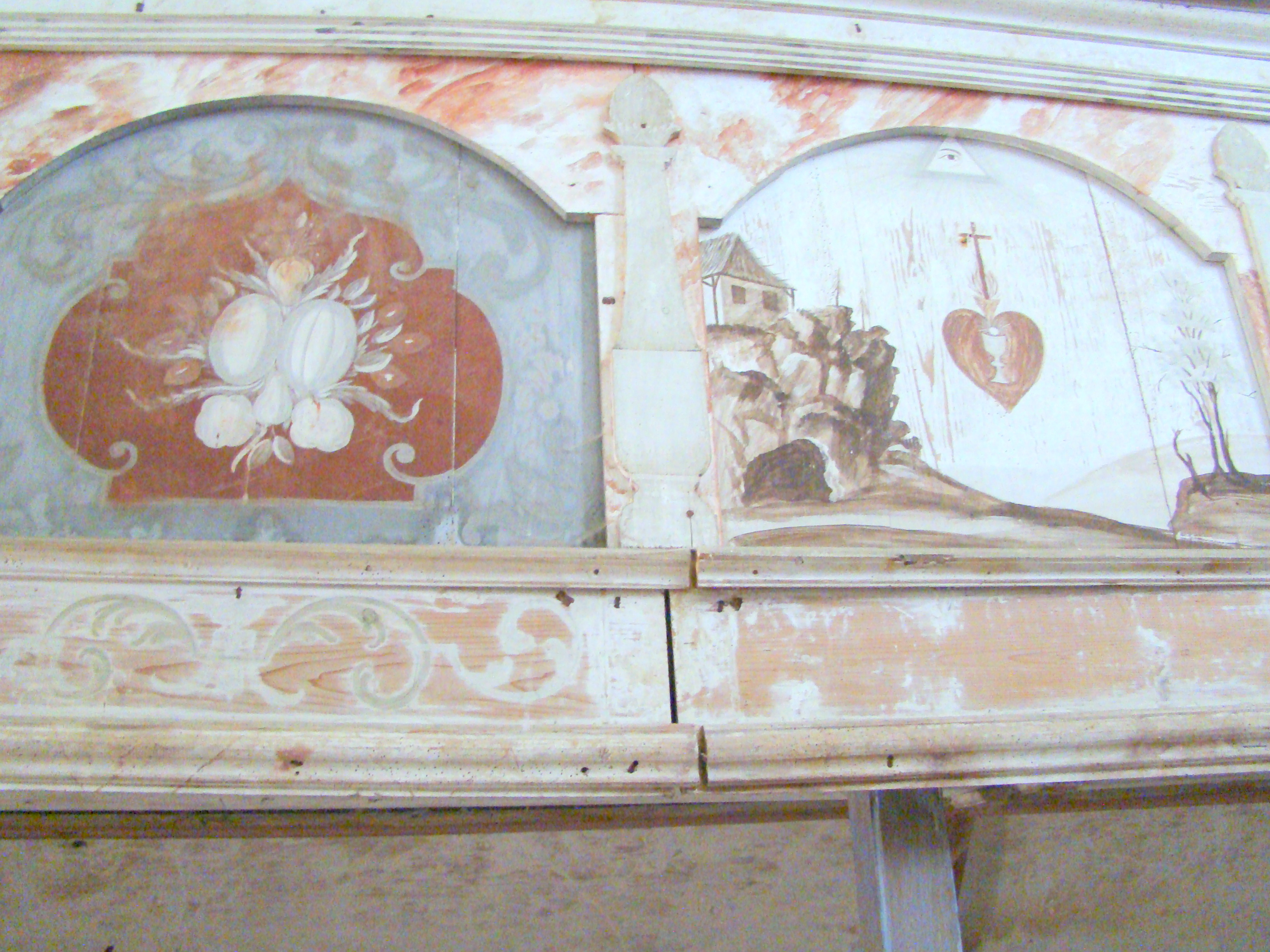
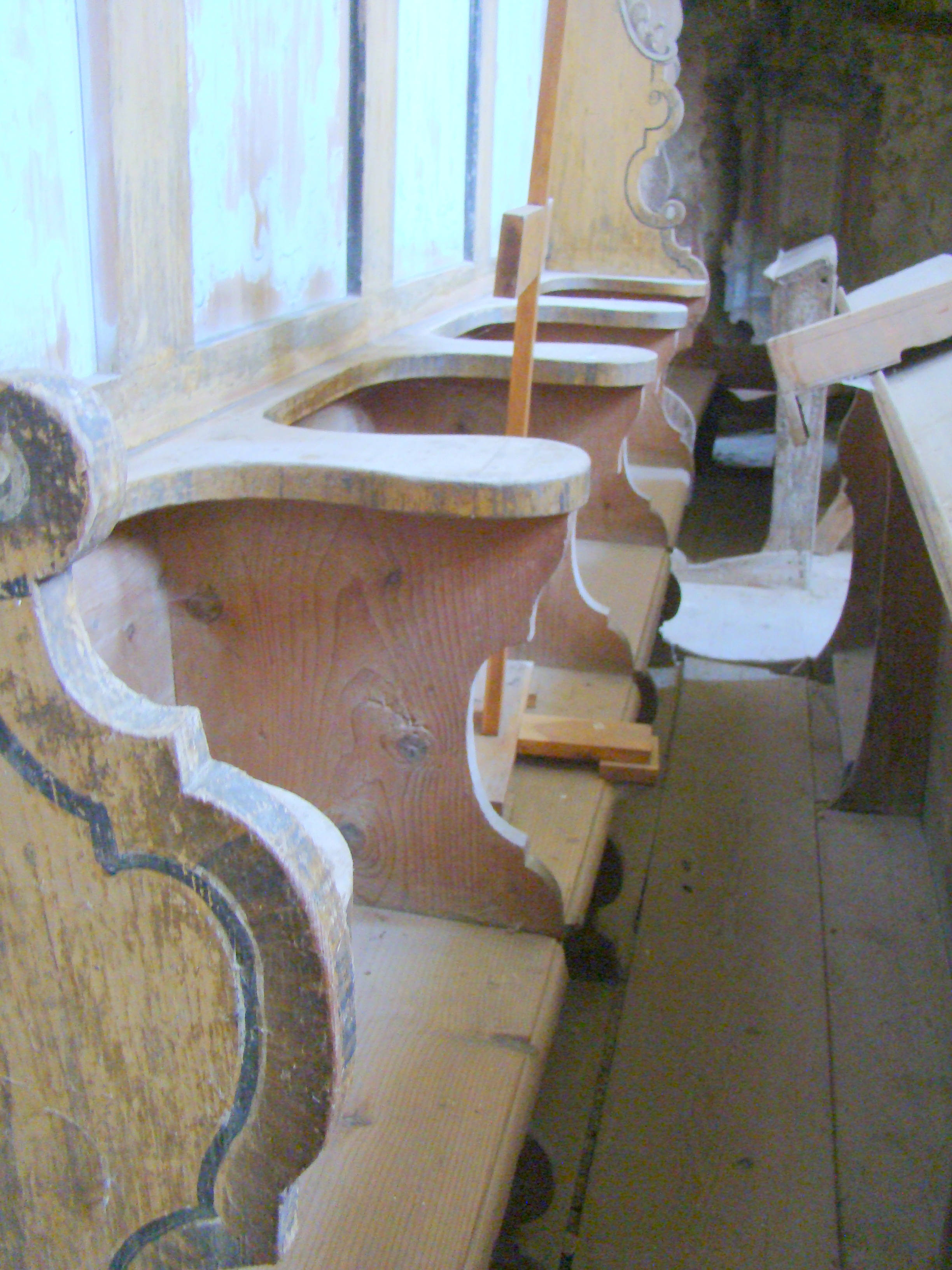
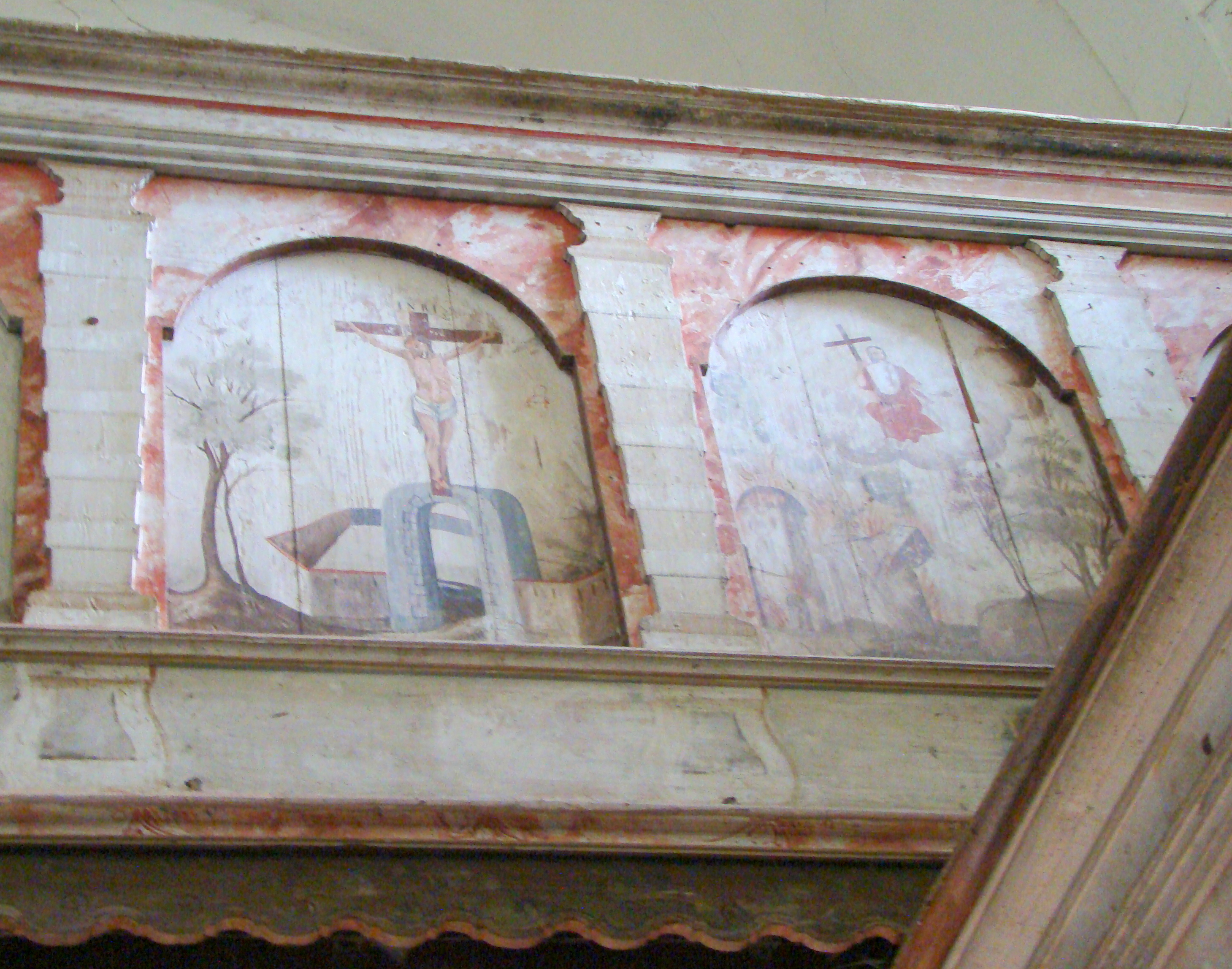
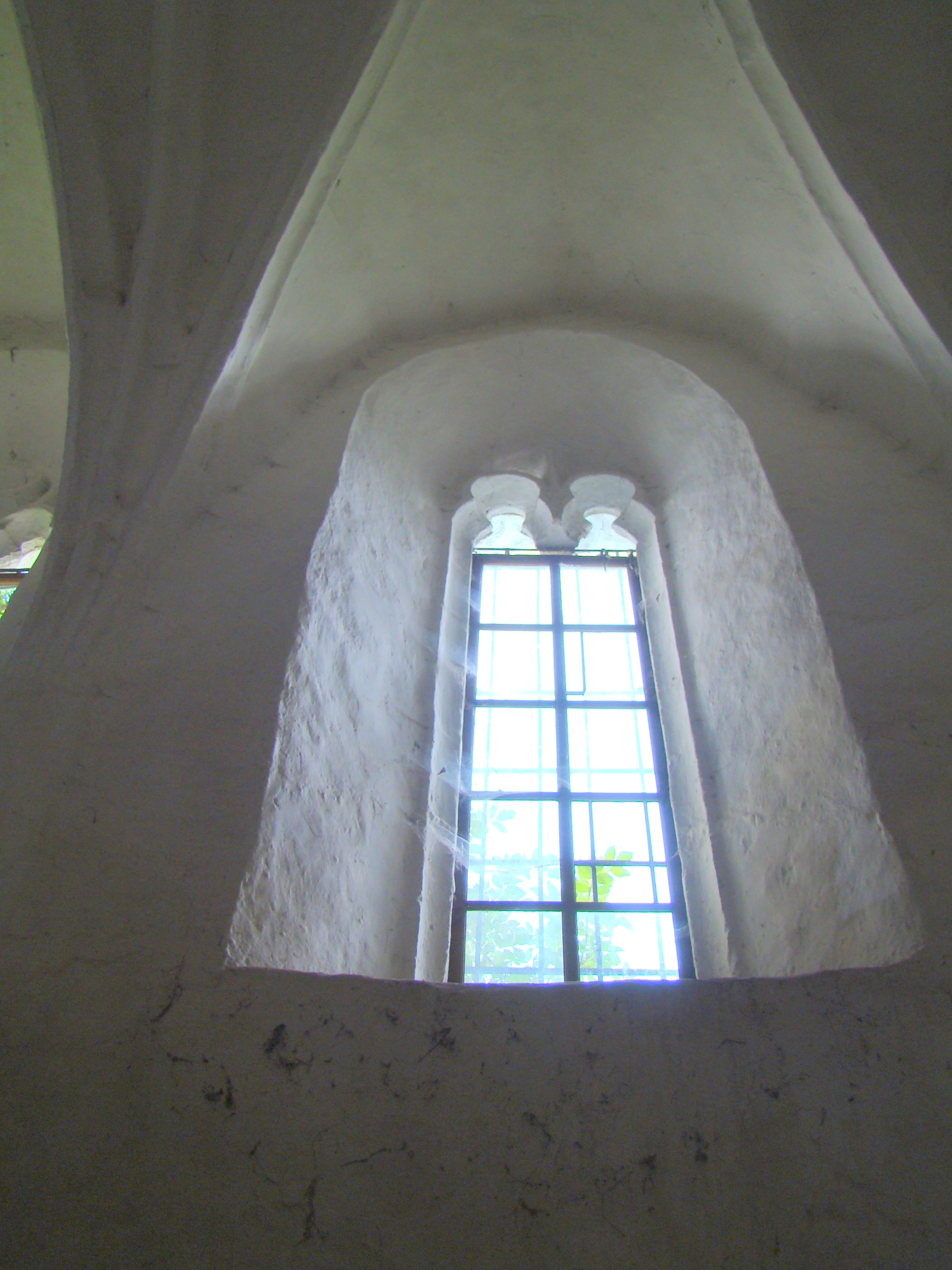
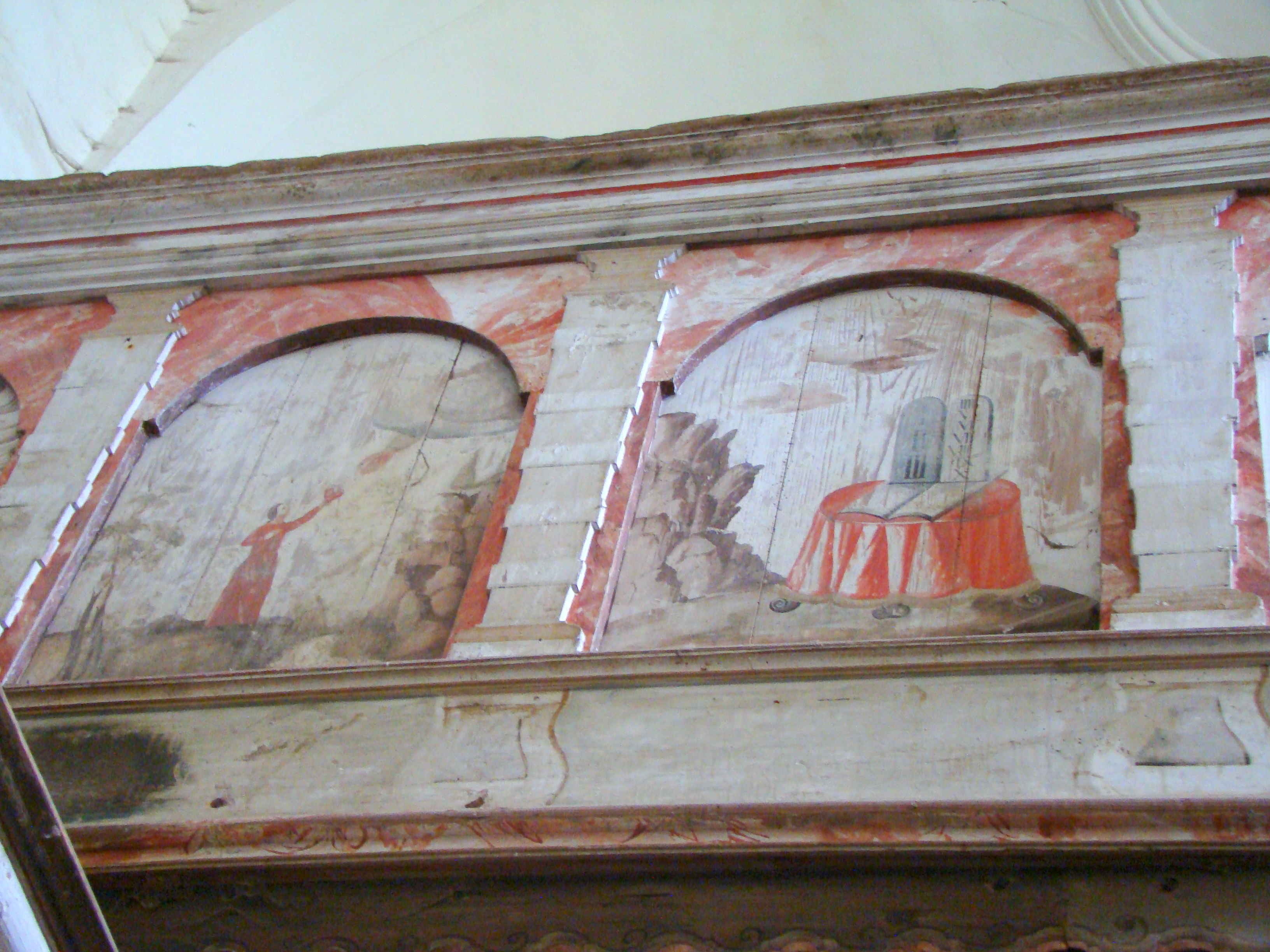
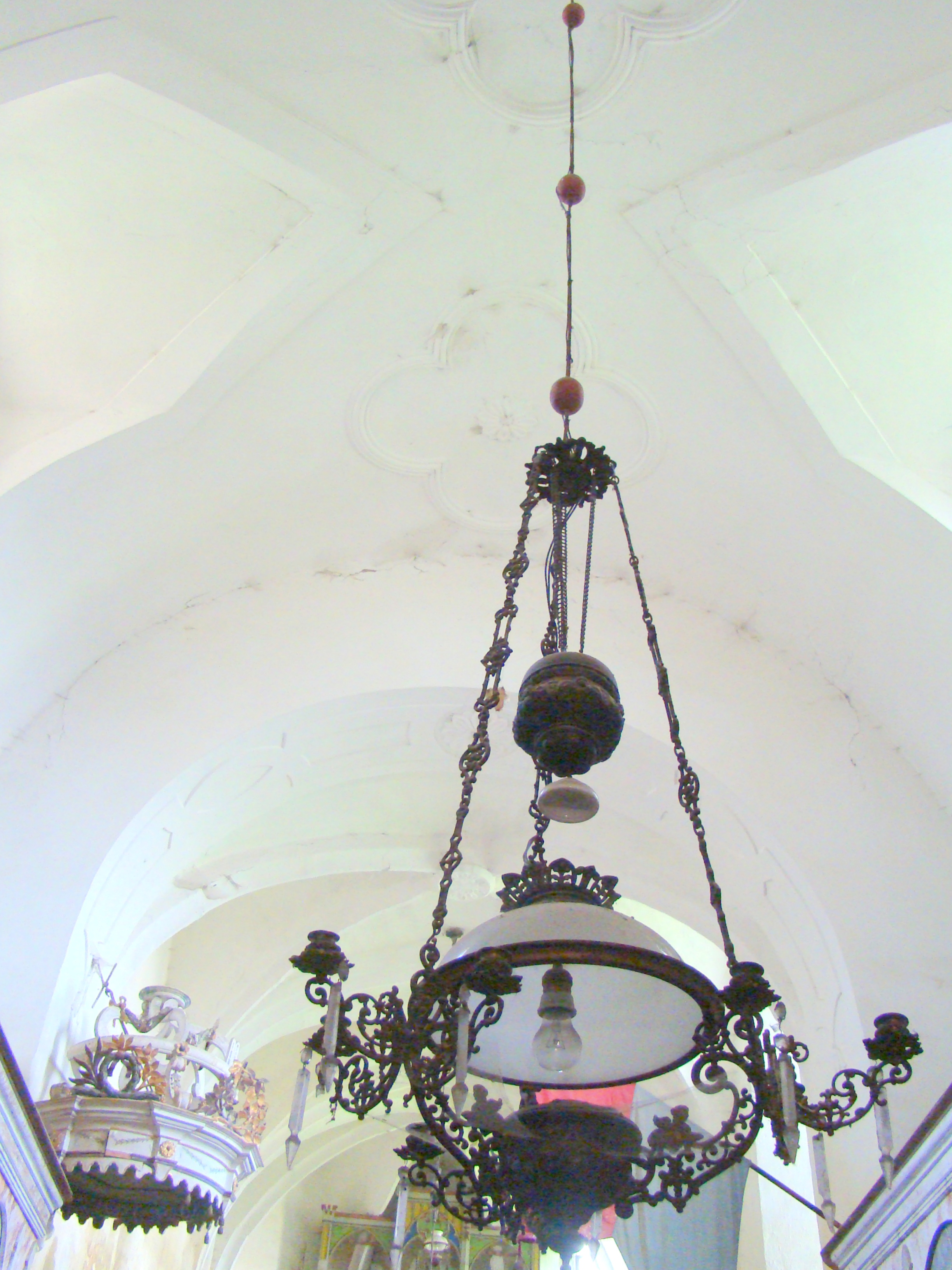
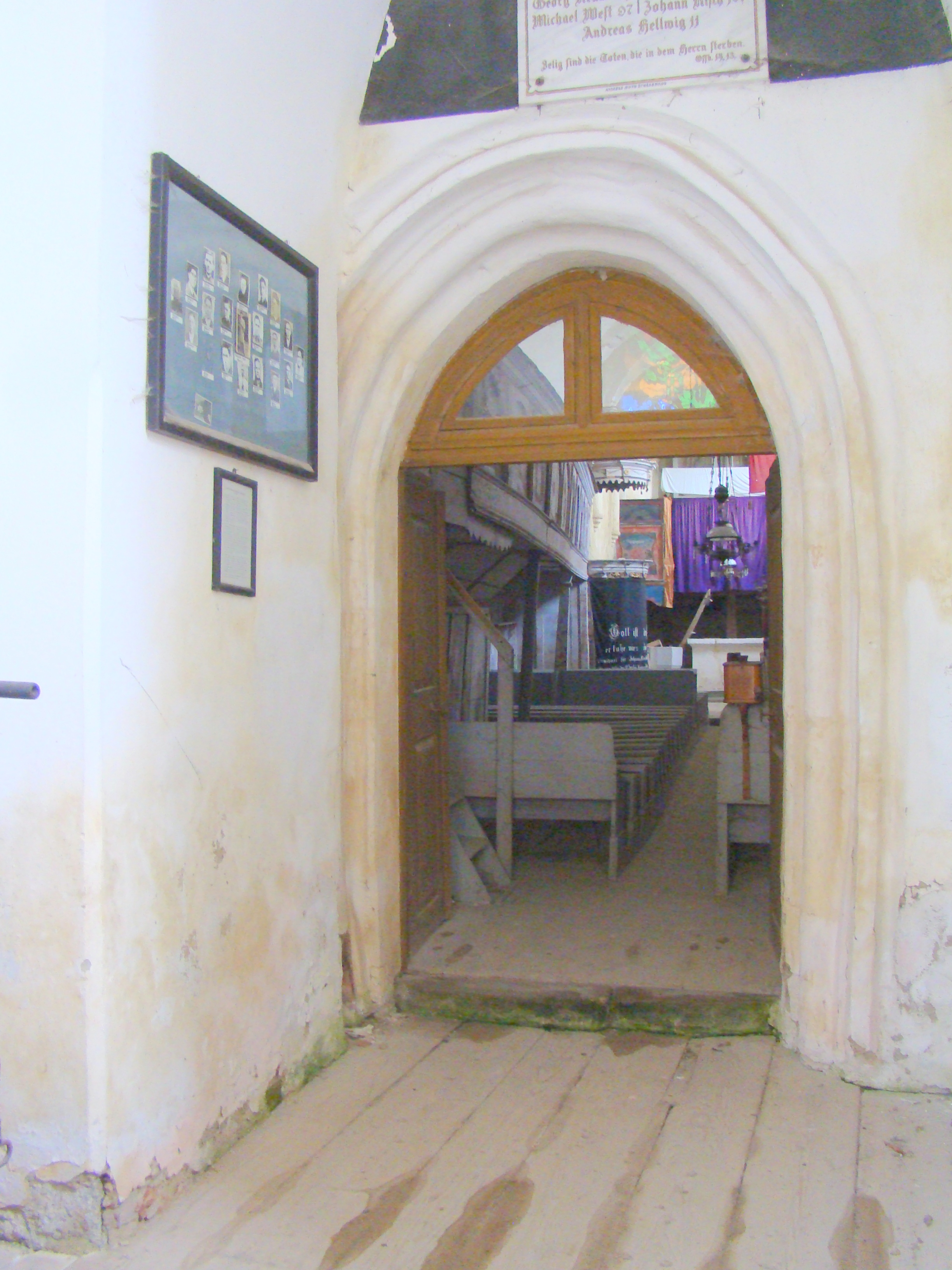